# Jean Moulin
Pour les articles homonymes, voir Jean Moulin et Moulin.
Jean Moulin, né le 20 juin 1899 à Béziers (Hérault) et mort le 8 juillet 1943 près de Metz (en Moselle annexée) dans un convoi à destination de l'Allemagne — à la suite des tortures subies préalablement — est un haut fonctionnaire et résistant français.
Préfet de l'Aveyron puis d'Eure-et-Loir, il est engagé à gauche et participe au Front populaire. Refusant l'occupation de la France par l'Allemagne nazie pendant la Seconde Guerre mondiale, il rejoint en septembre 1941 la France libre à Londres, en passant par l'Espagne et le Portugal. Il est reçu par le général de Gaulle, à qui il fait un compte-rendu de l'état de la résistance en France et de ses besoins, notamment financiers et en armement.
Envoyé à Lyon par le général de Gaulle pour réunir les principaux mouvements de la Résistance française, il crée et dirige le Conseil national de la Résistance. Il est arrêté à Caluire-et-Cuire, dans la banlieue de Lyon, le 21 juin 1943 et conduit au siège de la Gestapo à Lyon, où il est torturé ; il est ensuite transféré à la Gestapo de Paris. Il meurt dans le train qui le transporte en Allemagne peu avant le passage de la frontière, le 8 juillet 1943.
Considéré comme l'un des principaux héros de la Résistance, il est fait compagnon de la Libération en 1942, nommé général de brigade à titre posthume lors de la Libération, puis général de division en 1946. Un cénotaphe lui est dédié au Panthéon ; son corps n'ayant jamais été identifié avec certitude, l'urne qui s'y trouve ne contient que les « cendres présumées » de Jean Moulin.

## Biographie

### Jeunesse

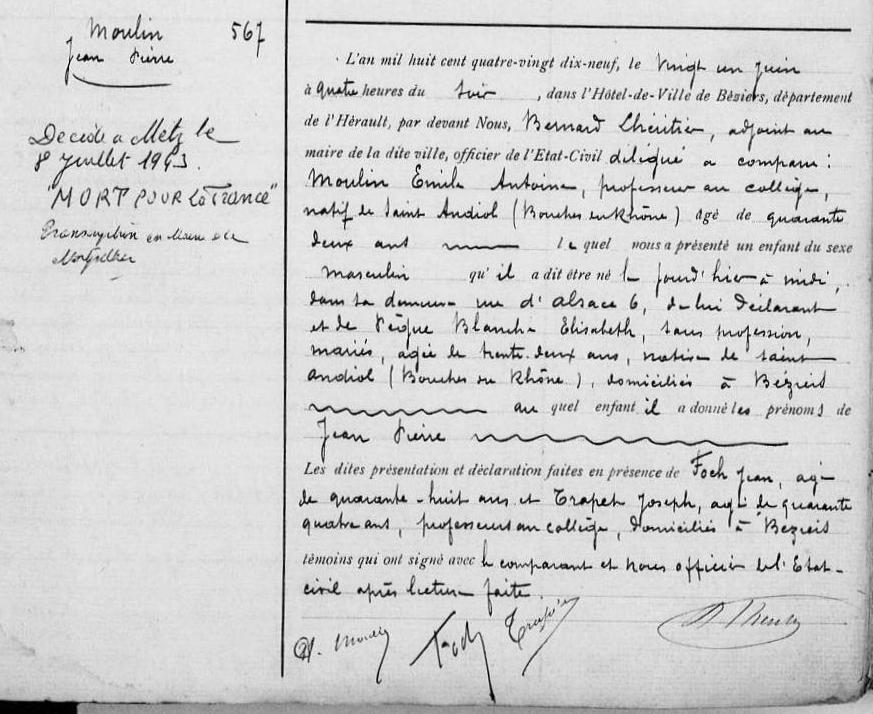
Acte de naissance de Jean Moulin le 20 juin 1899 à Béziers (Hérault).

Jean Pierre Moulin naît au 6 rue d'Alsace à Béziers, fils d'Antoine-Émile Moulin, professeur d’histoire-géographie au collège Henri-IV dans cette ville, et de Blanche Élisabeth Pègue. Il est le petit-fils d'un insurgé de 1851. Antoine-Émile Moulin est un enseignant laïc au grand collège de la ville, partie intégrante du lycée Henri-IV, ainsi qu'à l’université populaire, et il est franc-maçon à la loge Action sociale. Son fils, Jean, est baptisé le 6 août 1899 par le père Guigues en l'église Saint-Vincent de Saint-Andiol, village d'origine de ses parents : son parrain est son frère Joseph Moulin et sa marraine est sa cousine Jeanne Sabatier.
Il passe une enfance paisible en compagnie de sa sœur Laure et de son frère Joseph (qui meurt d'une maladie en 1907) et s'adonne à sa passion pour le dessin, où il excelle, au point de pouvoir vendre dessins, aquarelles ou caricatures à des journaux (ce qui ne plaisait pas à son père),. Au lycée Henri-IV de Béziers, il est un élève moyen qui fait preuve d'un talent particulier pour la caricature et les belles lettres. Occitanophone, son père étant un poète provençal admirateur de Frédéric Mistral, il garde un attachement sincère à sa langue familiale et à son lycée de cœur.
Plus tard, dans la lignée de son père élu conseiller général de l'Hérault en 1913 sous la bannière radicale-socialiste, Jean Moulin se forge de profondes convictions républicaines, suivant avec assiduité la vie politique nationale.
En 1917, il s'inscrit à la faculté de droit et science politique de Montpellier, où il n'est pas un étudiant brillant. Grâce à l'entregent de son père conseiller général, il est nommé attaché au cabinet du préfet de l'Hérault sous la présidence de Raymond Poincaré. Quittant son milieu familial, il se met à fréquenter des artistes, se passionne pour les voitures de sport, les beaux vêtements et le ski.

### Service militaire
Mobilisé le 17 avril 1918, Jean Moulin est affecté au 2e régiment du génie lors des derniers combats de la Première Guerre mondiale. Après une formation accélérée, il arrive dans les Vosges à Charmes le 20 septembre 1918 et s'apprête à monter en ligne quand l'armistice est proclamé le 11 novembre 1918. Après un passage à Metz en décembre 1918, il est affecté au Plessis-Trévise, en Seine-et-Oise, à Verdun puis à Chalon-sur-Saône ; il est tour à tour menuisier, terrassier, téléphoniste aux 7e et 9e régiments du génie. Il est démobilisé début novembre 1919, retourne à Montpellier pour entamer sa deuxième année de droit et reprend ses fonctions d'attaché au cabinet du préfet, le 4 novembre 1919.

### Carrière administrative
La qualité de son travail l'amène à être promu chef-adjoint de cabinet fin 1920. En 1921, il obtient sa licence de droit. Parallèlement, il devient vice-président de l'Association générale des étudiants de Montpellier et membre des Jeunesses laïques et républicaines.
Le 6 février 1922, il entre dans l'administration préfectorale en qualité de chef de cabinet — poste très important pour son âge — du préfet de la Savoie, à Chambéry, sous la présidence d'Alexandre Millerand. Au soir des élections législatives de mai 1924, il se réjouit de la victoire du cartel des gauches en Savoie comme dans tout le pays.
De 1925 à 1930, il est sous-préfet d'Albertville. Il est à l'époque le plus jeune sous-préfet de France, sous la présidence de Gaston Doumergue.
En 1930, il est promu sous-préfet de 2e classe à Châteaulin dans le Finistère. Il y fréquente des poètes locaux comme Saint-Pol-Roux à Camaret et le poète et peintre Max Jacob à Quimper. Il est reçu chez le sculpteur Giovanni Leonardi et commence à collectionner les tableaux et à dessiner sous le pseudonyme de "Romanin" ; il s'essaie aussi à la céramique.
Il est également illustrateur du morlaisien Tristan Corbière pour son recueil de poèmes Armor. Parallèlement, il publie des caricatures et des dessins humoristiques dans la revue Le Rire, dans Candide ou Gringoire sous le pseudonyme de "Romanin" du nom d'un lieu-dit des Alpilles. Sa passion pour l'art et notamment pour l'art contemporain s'exprime aussi à travers son amitié pour Max Jacob et sa collection de tableaux où sont représentés Chirico, Dufy et Friesz,.

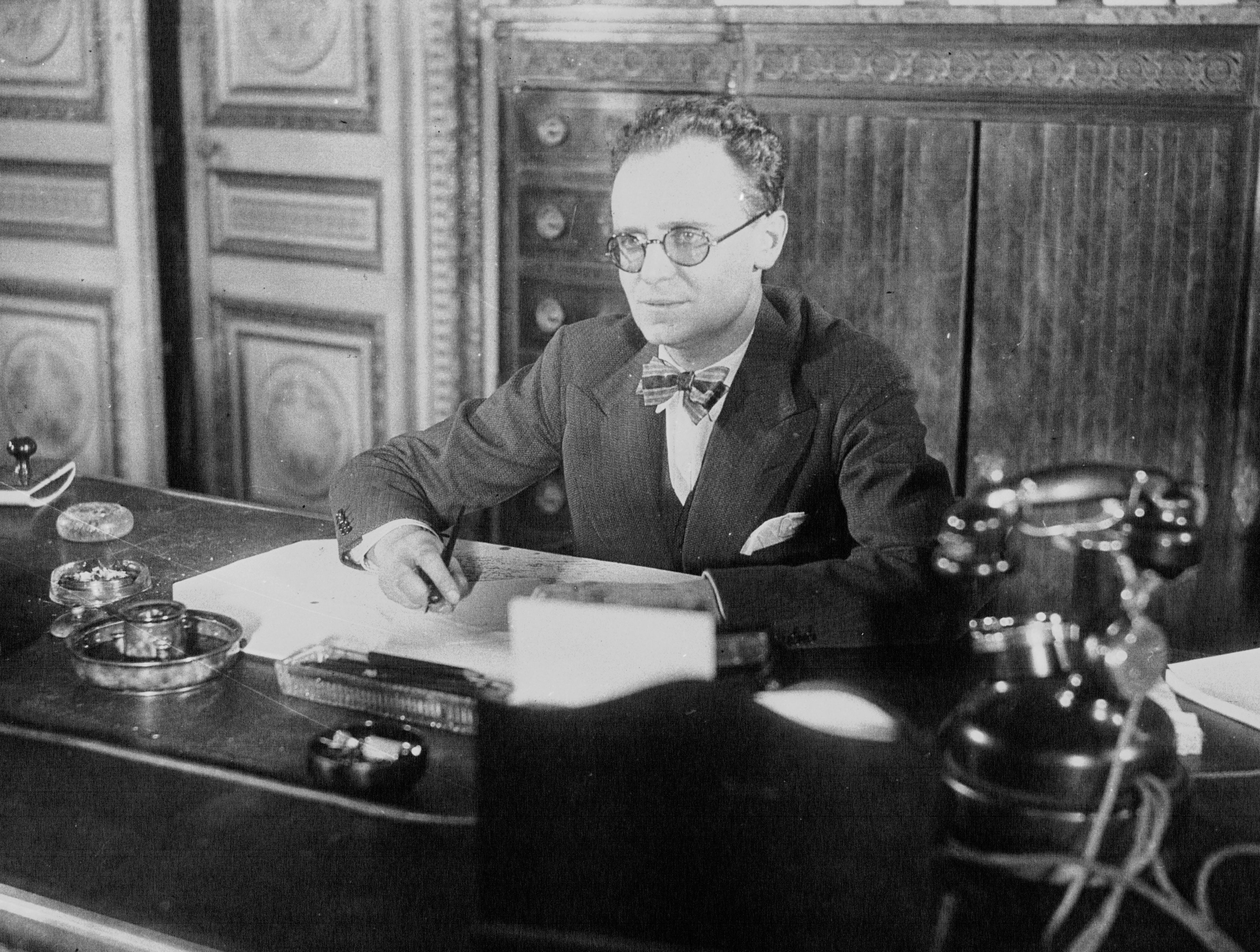
Pierre Cot, ministre de l'Air, 1933.

En décembre 1932, Pierre Cot, homme politique radical-socialiste, le nomme chef-adjoint de son cabinet aux Affaires étrangères sous la présidence de Paul Doumer.
En 1933, il est sous-préfet de Thonon-les-Bains et occupe parallèlement la fonction de chef de cabinet de Pierre Cot au ministère de l'Air sous la présidence d'Albert Lebrun. Il est promu sous-préfet de 1re classe et, le 19 janvier 1934, il est nommé sous-préfet de Montargis mais n'occupe pas cette fonction, préférant demeurer au cabinet de Pierre Cot. Au début du mois d'avril 1934, il est rattaché à la préfecture de la Seine et s'installe à Paris.
Le 1er juillet 1934, il prend ses fonctions de secrétaire général de la préfecture de la Somme, à Amiens, auprès du préfet André Jozon, qu'il remplace régulièrement en raison de son état de santé, fonction qu'il va quitter deux ans plus tard en juin 1936.
En 1936, il est nommé chef de cabinet de Pierre Cot au ministère de l'Air du Front populaire. En accord avec le ministre, conformément à la politique décidée par Léon Blum, il aide clandestinement les républicains espagnols en leur envoyant des avions et des pilotes. Il participe à cette époque à l'organisation de nombreux raids aériens civils comme la traversée de l'Atlantique sud par Maryse Bastié, la course Istres - Damas - Le Bourget. À cette occasion, Pierre Cot étant officiellement en convalescence, il doit remettre le chèque aux vainqueurs (un équipage italien) parmi lesquels se trouve le propre fils de Benito Mussolini. Au dire de sa sœur Laure, « Jean était très embarrassé d’avoir à recevoir et à féliciter les lauréats italiens, alors qu’il était résolument antifasciste ».
En janvier 1937, à l'âge de trente-sept ans, il est nommé préfet de l'Aveyron ; c'est à l’époque le plus jeune préfet de France. Ses actions en faveur de l'aviation lui permettent de passer cette même année, en tant que réserviste, du génie de l'armée de terre à l'Armée de l'air, armée officiellement créée à compter de juin 1934 et soumise à l'autorité du ministre de l'Air, structure mise en place à compter de 1928. Il est affecté à partir de février 1937 à la base de Marignane avec le grade de caporal-chef (mars 1937), puis en février 1938 au bataillon de l'air no 117 basé à Issy-les-Moulineaux. Il est nommé sergent de réserve le 10 décembre 1938.
En janvier 1939, il est nommé préfet d'Eure-et-Loir à Chartres. 

## Résistance

### Occupation allemande et révocation de sa fonction de préfet d'Eure-et-Loir

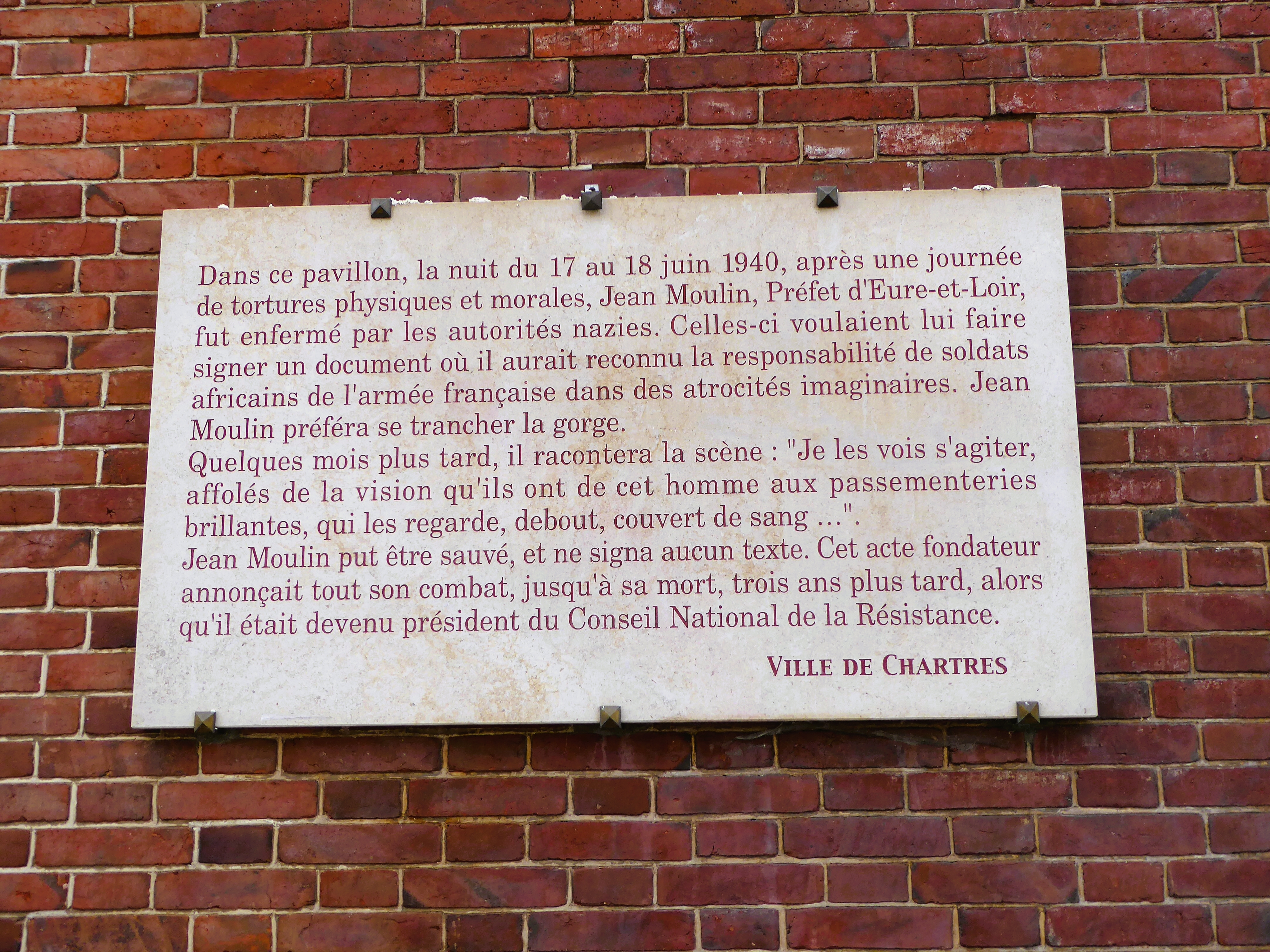
Hommage de la ville de Chartres.

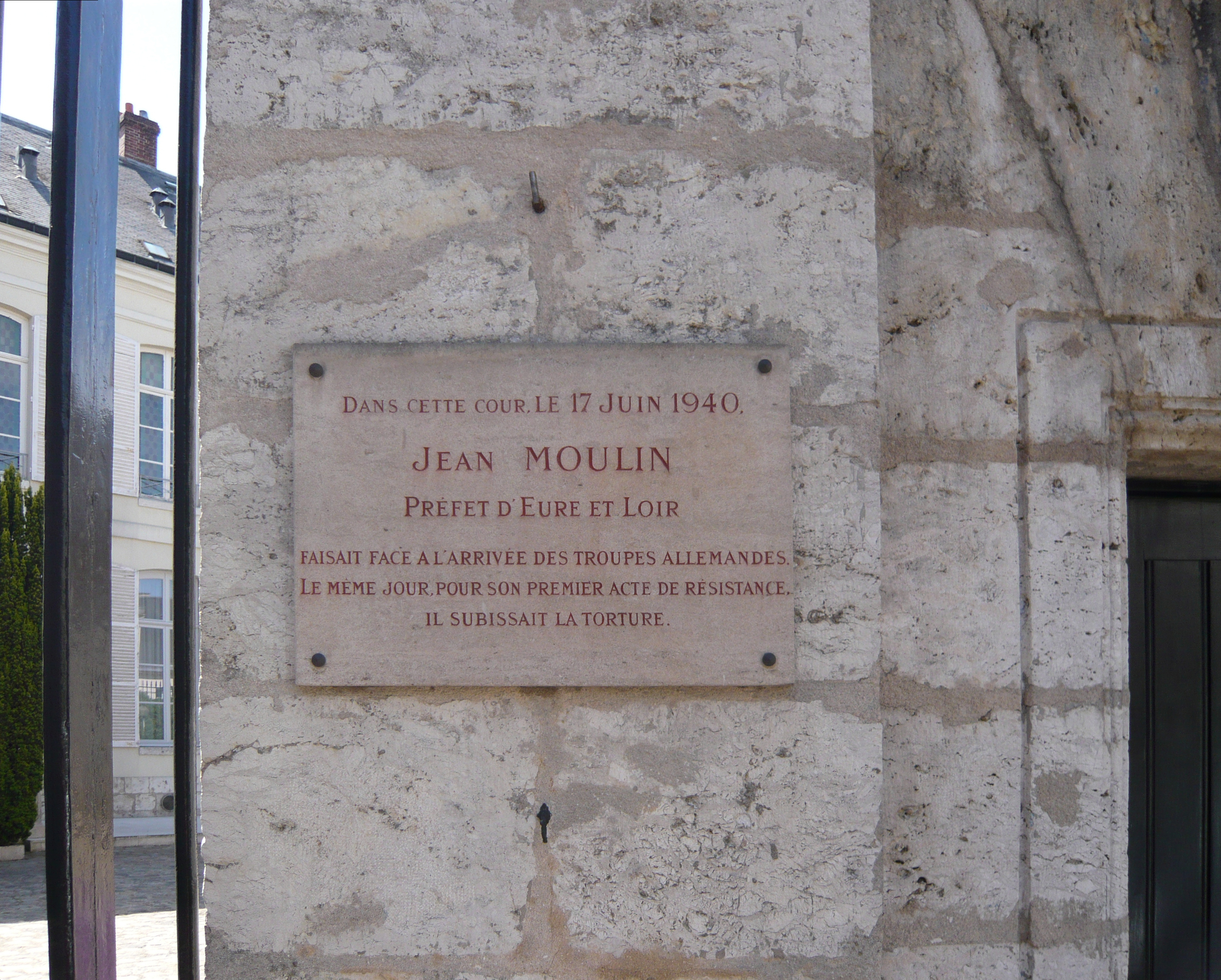
Plaque en hommage à Jean Moulin à la préfecture d'Eure-et-Loir.

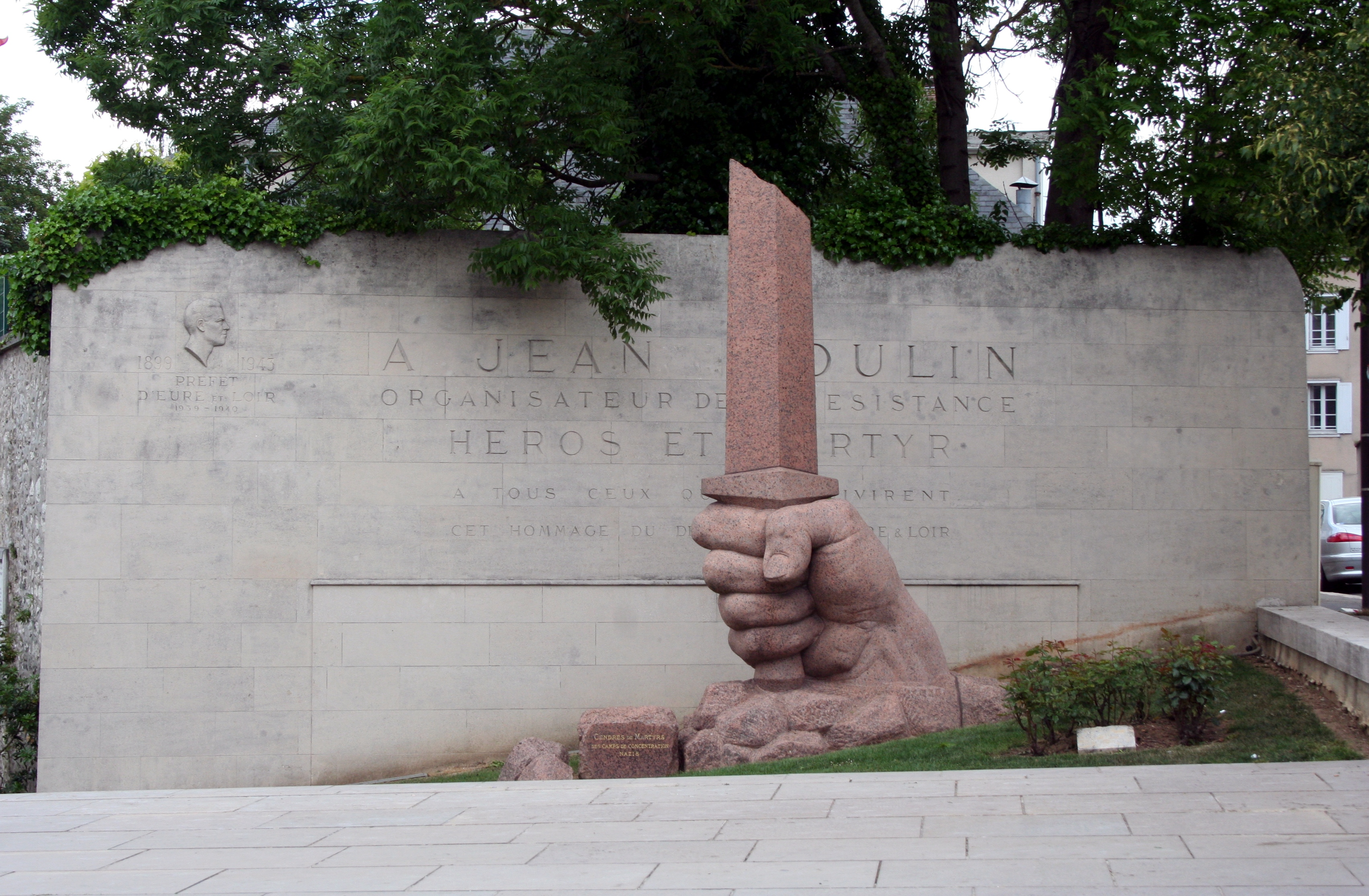
Monument Jean-Moulin à Chartres.

Après la déclaration de guerre, Moulin demande à plusieurs reprises à être dégagé de ses fonctions de préfet, persuadé, comme il l'écrit, que « sa place n'est point à l'arrière, à la tête d'un département essentiellement rural ». Il se porte donc candidat à l'école des mitrailleurs en allant à l'encontre de la décision du ministère de l'Intérieur. Il passe sa visite médicale d'incorporation à l'école le 9 décembre 1939 sur la base 117 d'Issy-les-Moulineaux. Il est déclaré inapte le lendemain pour un problème de vue. Il force alors le destin en exigeant une contre-visite à Tours qui, cette fois, le déclare apte.
Toutefois, le ministère de l'Intérieur l'oblige dès le lendemain à reprendre immédiatement son poste de préfet, d'où il s'emploie, dans des conditions difficiles, à assurer la sécurité de la population. Devant l'arrivée imminente des troupes allemandes de la Wehrmacht à Chartres, Jean Moulin écrit à ses parents, le 15 juin 1940 : « Si les Allemands — ils sont capables de tout — me faisaient dire des choses contraires à l'honneur, vous savez déjà que cela n'est pas vrai ».
Jean Moulin est arrêté le 17 juin 1940 sur ordre du colonel von Thünge, commandant le régiment de la Wehrmacht qui a combattu devant Chartres, parce que, en sa capacité de préfet d'Eure-et-Loir, il refuse de signer un protocole rédigé par les Allemands : il s'agit de reconnaître faussement qu'une section de tirailleurs sénégalais de l'armée française aurait commis des atrocités envers des civils. Jean Moulin est emmené à La Taye, un hameau de Saint-Georges-sur-Eure, où gisent des cadavres de civils français mutilés. En réalité, ceux-ci ont été victimes de bombardements allemands à partir du 14 juin 1940 sur la gare de cette commune. Les soldats mis en cause sont les tirailleurs du 26e régiment de tirailleurs sénégalais (26e RTS) du colonel Perretier (8e DLIC du général Gillier, 10e corps d'armée du général Gransard) qui ont combattu l'avancée de la 1re division de cavalerie du général Kurt Feldt (1887-1970) dont fait partie le Reiterregiment 21 (offensive en direction de la Loire de la IVe armée du général Günther von Kluge, qui sera nommé feldmarschall fin juin par Hitler). De furieux combats ont eu lieu à Berchères-la-Maingot Feucherolles, Chartainvilliers, Saint-Piat, Néron et Bouglainval, entre Rambouillet et Chartres ; ces troupes coloniales causent de nombreuses victimes au sein de la Wehrmacht les 15, 16 et 17 juin 1940.

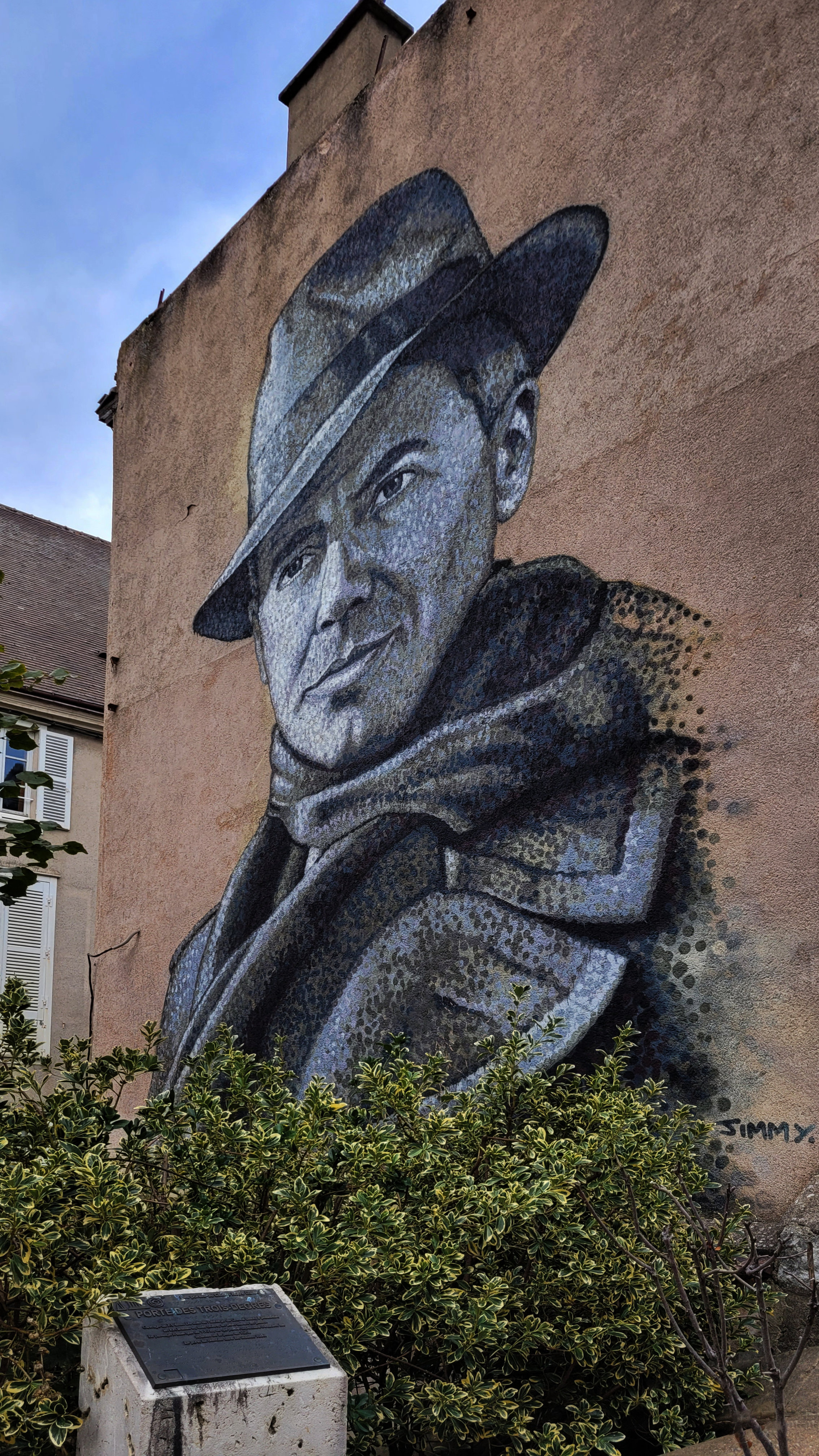
Fresque représentant Jean Moulin à Chartres.

Deux mille quatre cent quatre-vingt-dix-huit tirailleurs de 26e RTS sont portés disparus après ces combats conduits devant Chartres , alors que l'armistice a été demandé par le maréchal Pétain le 17 juin à midi. Excédés par la résistance des soldats « de la honte », les officiers des régiments de tirailleurs sénégalais sont menacés de mort par le colonel von Thüngen du Reiterregiment 21. La section du lieutenant Pierre Valin (2e bataillon, 5e compagnie) est finalement faite prisonnière le 18 juin au matin à Fontenay-sur-Eure, à 5 km de la Taye, où Jean Moulin était censé reconnaître leurs supposées exactions. Frappé à coups de poing et enfermé pour avoir refusé de signer le « protocole », sur ordre de certains officiers de la Wehrmacht présents à Chartres, Jean Moulin tente de se suicider dans la conciergerie de l'hôpital en se tranchant la gorge avec un débris de verre. Jean Moulin y est enfermé avec un tirailleur du 26e régiment de tirailleurs sénégalais qui alerte les secours. Rétabli, il organise le départ des populations civiles de son département.
Jean Moulin considère le soutien des communistes français au pacte germano-soviétique comme une abominable trahison. Il transmet dans cet esprit une série de tracts communistes découverts dans l'ouest de son département au général de La Laurencie. Préfet d'Eure-et-Loir, Jean Moulin ne s'oppose pas aux mesures édictées par le nouveau régime de Vichy mais il ne manifeste aucun zèle pour les appliquer. Classé parmi les « fonctionnaires de valeur mais prisonniers du régime ancien », il est révoqué le 2 novembre 1940 et placé en disponibilité par le ministre de l'Intérieur Marcel Peyrouton. Décidé à entrer en résistance, Moulin quitte Chartres le 16 novembre 1940.

### Recensement des mouvements de résistance et départ pour Londres

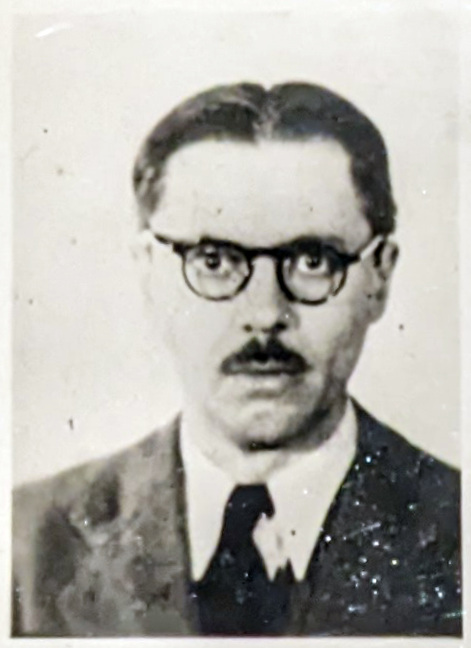
Photo d'identité de Jean Moulin avec lunettes et moustache sous le nom de Joseph Mercier.

Après un séjour à Paris jusqu'au 1er décembre 1940, il part pour la zone libre, passe quelques jours auprès de sa mère et sa soeur à Montpellier, puis s'installe dans sa maison familiale de Saint-Andiol, au Sud d'Avignon. Là, pressé par le besoin de « faire quelque chose », il s'impose deux buts : d'abord se rendre compte de l'ampleur de la Résistance française, puis aller à Londres afin d’engager les pourparlers avec la France libre. Il se met alors à la rédaction de son journal, Premier combat, où il relate sa résistance contre les nazis à Chartres de manière sobre et détaillée ; ce journal est publié à la Libération et préfacé par le général de Gaulle. 
En février 1941, il se fait établir une fausse carte d'identité au nom de Joseph Mercier (prénom hommage à son frère décédé), professeur de droit. Puis il s'installe à Marseille, à l'Hôtel Moderne. 
Il retrouve Antoinette Sachs, qu'il connaît depuis 1936 et qui, en juin 1940, l'avait aidé à cacher ses papiers et ceux de l'ancien ministre Pierre Cot ; elle lui facilite les contacts. Il rencontre, dans plusieurs villes du Midi, des résistants, parmi lesquels, en été 1941, le capitaine Henri Frenay, fondateur et chef du Mouvement de libération nationale (MLN), puis, au début septembre 1941, François de Menthon, l'un des fondateurs du mouvement Liberté. En revanche, quoique Moulin connaisse l'existence du mouvement Libération-Sud et avait rencontré certains de ses cadres, il ne rencontre pas à cette époque Emmanuel d'Astier de La Vigerie.

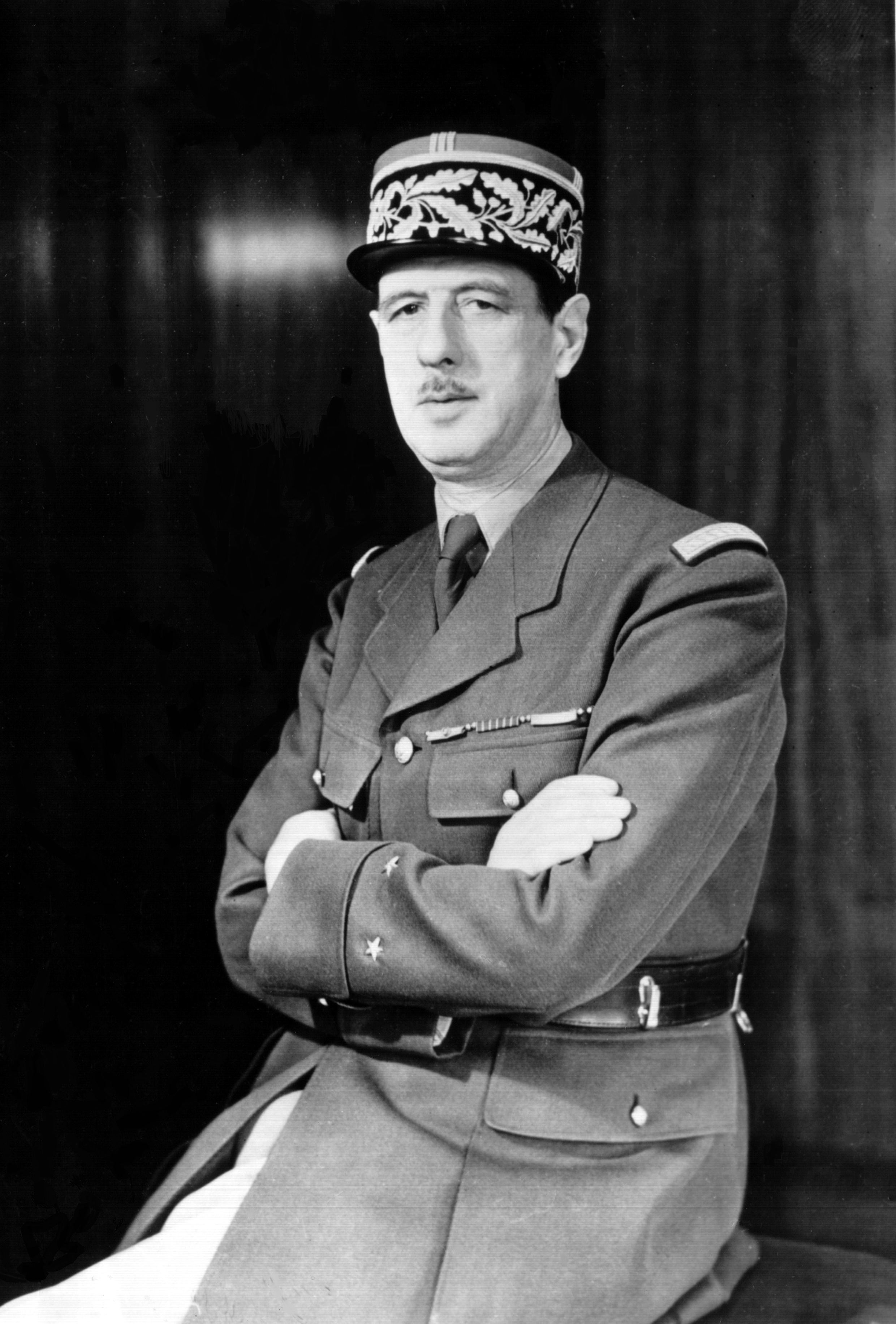
Charles de Gaulle vers 1942.

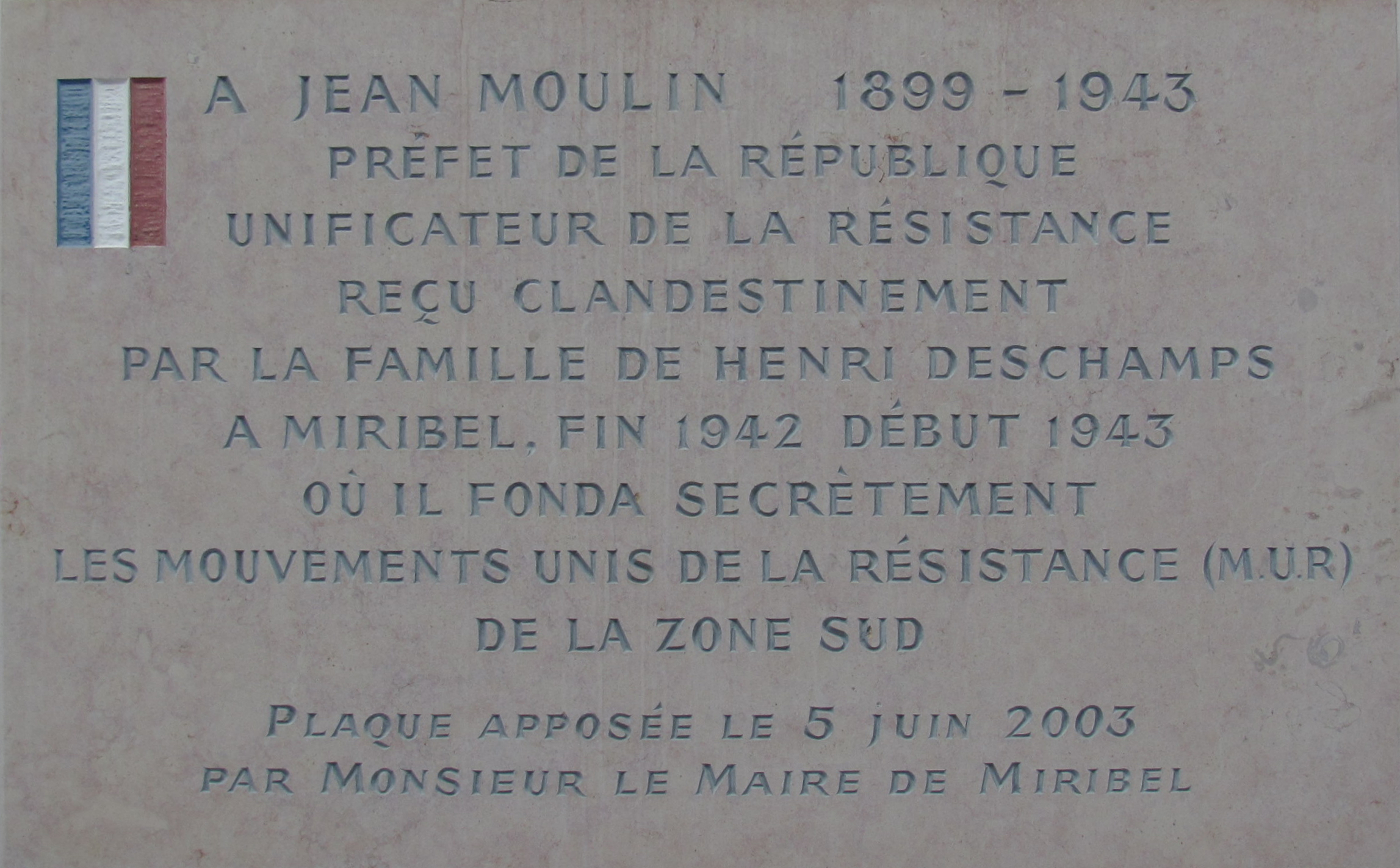
Plaque commémorative de la création des Mouvements unis de la Résistance (MUR) de la zone sud, à Miribel, chez le résistant Henri Deschamps, le 26 janvier 1943.

Après avoir réussi à obtenir un visa et un faux passeport au nom de Joseph Jean Mercier, il prend le 9 septembre 1941 le train de Marseille à Barcelone, d'où il rejoint Lisbonne, le 12 septembre, par ses propres moyens. Il y  contacte aussitôt l'ambassade du Royaume-Uni, afin qu'on lui fasse rejoindre Londres mais il doit attendre plusieurs semaines, au cours desquelles il rédige un Rapport sur l'activité, les projets et les besoins des groupements constitués en France en vue de la libération du territoire national, daté du 11 octobre, qu'il adresse aux autorités britanniques et au général de Gaulle. Finalement, les Britanniques font embarquer Moulin dans un avion qui atterrit le 20 octobre en Angleterre puis, le 23 octobre, le Special Operations Executive (SOE) lui fait subir un interrogatoire. Enfin, après avoir rencontré le colonel Passy, chef des services secrets de la France libre le 24 octobre, il est reçu le lendemain, 25 octobre, par le général de Gaulle qui l'impressionne vivement et en qui il reconnaît « un très grand bonhomme. Grand de toutes façons ». Il lui fait un compte-rendu de l'état de la Résistance en France et de ses besoins, notamment financiers et en armement.
Son compte-rendu a donné lieu à une contestation de la part d'Henri Frenay, comme étant tendancieux, avec des visées personnelles, tout en perturbant les actions de renseignements au profit de l'armée britannique, en contrepartie de financement et de fourniture d'armes au profit de chacun d'entre eux[réf. non conforme]. 
À Londres, Moulin suit un entraînement pour apprendre à sauter en parachute, tirer au pistolet et se servir d'un poignard.

### Constitution de l'Armée secrète de la France – Unification des mouvements de résistance
Misant sur l'ambition et les capacités de réseau de Jean Moulin, de Gaulle en fait son délégué civil et militaire pour la zone libre. Il lui donne un premier ordre de mission, que l'« on ne cite jamais, celui du 4 novembre, entièrement écrit de la main du général de Gaulle et qui est un ordre de mission d'organisation purement militaire, mission que Moulin a effectivement accomplie, en aboutissant, après onze mois, à la constitution de l'armée secrète ». Une armée secrète (AS) chaperonnée par les Forces françaises libres, placées sous les ordres du général Charles Delestraint mais « pour la question militaire elle est effectivement complètement occultée ».
Ensuite, par un second ordre, que l'« on cite toujours, le fameux ordre de mission de Jean Moulin du 24 décembre 1941, qui est un ordre de mission général, lui prescrivant d'accomplir l'union de tous les éléments résistant à l'ennemi », il le charge d'unifier, sur le territoire français, les trois principaux mouvements de résistance, Combat, dirigé par Henri Frenay, Franc-Tireur et Libération-Sud, ainsi que tous leurs différents services : service ROP (recrutement, organisation, propagande), renseignements, sabotage, entraide.
Muni de ces deux ordres de mission, de moyens financiers et de communication radio directe avec le général de Gaulle à Londres, il est parachuté, dans la nuit du 1er au 2 janvier 1942, en compagnie de Raymond Fassin et Hervé Monjaret, au cours d'une opération blind (jargon de la RAF : « sans équipe de réception »), dans les Alpilles, à une dizaine de kilomètres au sud de Saint-Rémy-de-Provence, à 15 km de Saint-Andiol. Il passe la nuit du 2 au 3 janvier 1942 dans le refuge acquis à Eygalières puis rejoint Saint-Andiol à pied.
Dans la Résistance, il prend les pseudonymes de « Régis », « Max » et « Guillaume ». Il utilise des faux papiers au nom de « Marchand », « Martel » et « Ménard », alors que son nom de code au Bureau central de renseignements et d'action (BCRA) est « Rex ». Pour accomplir sa mission, Jean Moulin rencontre, entre autres, Henri Frenay, à Marseille, et Raymond Aubrac, à Lyon. Il est aidé dans sa tâche par Daniel Cordier, qui s'occupe de la logistique et par Colette Pons. À cet égard, Cordier, qui a été l'assistant de Jean Moulin depuis juillet 1942, a écrit que celui-ci « évaluait avec virtuosité les hommes et les situations ».
Dès septembre 1942, en zone sud, en région R1, sous l'autorité du général Delestraint, débute la constitution de l'AS en lui versant des formations paramilitaires (d'importance très inégale) des trois grands mouvements de résistance. Dans cette tâche, éminemment clandestine, le général Delestraint — choisi, d'un commun accord, par les mouvements de résistance et par le général de Gaulle pour diriger leurs actions militaires (uniquement), sous l'ordre direct de ce dernier — est secondé par les chefs AS secrètement désignés, le régional et les chefs départementaux.
Deux mois après, le 27 novembre 1942, est créé le Comité de coordination de la zone sud, à Collonges-au-Mont-d'Or (en banlieue lyonnaise), dans le but de coordonner, avec la mouvance communiste, les trois mouvements principaux de résistance de la zone libre ; ce regroupement donne ensuite naissance, le 26 janvier 1943, aux Mouvements unis de la Résistance (MUR) — membre du directoire et secrétaire général : Pierre Dumas — lors d’une réunion au domicile d’Henri Deschamps, à Miribel (dans l'Ain).
Dans cette nouvelle unification, Jean Moulin cherche, non sans mal, à contenir les velléités de commandement d'Henri Frenay, chef du mouvement Combat, d'Emmanuel d’Astier de la Vigerie, chef de Libération-Sud et de Jean-Pierre Lévy, chef de Franc-Tireur. Cordier explique les raisons fondant l'opposition, voire l'insubordination, de ces chefs des mouvements de résistance vis-à-vis de Jean Moulin comme suit : entre l'appel du général de Gaulle du 18 juin 1940 et le retour de Londres de Jean Moulin muni de ses ordres de mission en janvier 1942}, il s'est passé un an et demi, période pendant laquelle la Résistance s'est développée indépendamment de la France libre et, lorsque Moulin vient au cours de 1942 exiger des chefs de la Résistance de reconnaître de Gaulle comme leur chef et de mettre leurs troupes sous ses ordres, ils sont stupéfaits et se sentent dépossédés, qui plus est par un état-major lointain alors qu'eux-mêmes sont sur le terrain.
Il utilise ensuite ses dons artistiques pour se créer une couverture de marchand de tableaux et ouvre la galerie Romanin — dont le nom reprend son pseudonyme d'artiste — à Nice, au 22, rue de France,. L’établissement, dont l'inauguration a lieu le 9 février 1943, est alors l'unique galerie d'art moderne de la ville.
Dans la nuit du 13 au 14 février 1943, il retourne rendre compte de sa mission à Londres, accompagné du général Delestraint, organisateur et chef de l'Armée secrète. Au cours de la nuit, ils doivent quitter précipitamment la maison Deschamps, à Miribel, pour aller embarquer dans le Jura, à Ruffey-sur-Seille (au nord de Lons-le-Saunier), à bord d'un Lysander.
Toutefois, si les mouvements de résistance ont accepté l'unification des mouvements pour améliorer leur efficacité, ainsi que leur financement, leurs chefs n'acceptent que difficilement la tutelle militaire de Londres pour l'AS : Henri Frenay, en particulier, souhaite garder le contrôle de la résistance militaire intérieure et mène une violente campagne contre le général Delestraint, dont il refuse de reconnaître l'autorité à la tête de l'Armée secrète.

### Création du Conseil national de la Résistance
Le 14 février 1943, Jean Moulin va à Londres rendre compte de sa mission à Charles de Gaulle, qui le décore de la croix de la Libération et le nomme secrètement ministre, membre du Comité national français et seul représentant de ce comité pour l'ensemble du territoire métropolitain.
Le 20 mars 1943, il revient en France, avec le chef national de l'AS, en atterrissant de nuit en Saône-et-Loire, à Melay (au nord de Roanne), chargé de créer le Conseil national de la Résistance (CNR), tâche complexe, car il est toujours peu reconnu par les mouvements de résistance. En particulier, le responsable de la zone Nord, Pierre Brossolette, suscite bien des difficultés. Cependant, les sujets de discorde sont résolus, et la première réunion du CNR, en séance plénière, se tient à Paris, 48, rue du Fourle 27 mai 1943.
Jean Moulin parvient à se faire admettre comme chef du CNR, qui réunit les dirigeants de tous les groupes de la résistance française. Le CNR représente alors l'unité des Forces résistantes françaises aux yeux des Alliés et l'embryon d'une assemblée politique représentative. Le CNR reconnaît en de Gaulle le chef légitime du gouvernement provisoire français et souhaite que le général Giraud prenne le commandement de l'armée française.
Moulin participe, avec le mouvement Franc-Tireur, à la création du maquis du Vercors, contesté par les hommes de Combat. Cependant, les motifs d'inquiétude s'accumulent : le capitaine Claudius Billon, chef régional de l'AS, est arrêté le 1er février 1943 à Lyon, le commandant Henri Manhès est arrêté à Paris, en mars, deux mois avant l'arrestation du général Delestraint, chef de l'AS, le 9 juin, à Paris. L'Armée secrète est décapitée et Jean Moulin, lui-même, se sait traqué, comme il l'écrit au général de Gaulle : « Je suis recherché maintenant tout à la fois par Vichy et la Gestapo, qui n'ignore rien de mon identité, ni de mes activités. Ma tâche devient donc de plus en plus délicate, alors que les difficultés ne cessent d'augmenter. Si je venais à disparaître, je n'aurais pas eu le temps matériel de mettre au courant mes successeurs ».

### Arrestation à Caluire

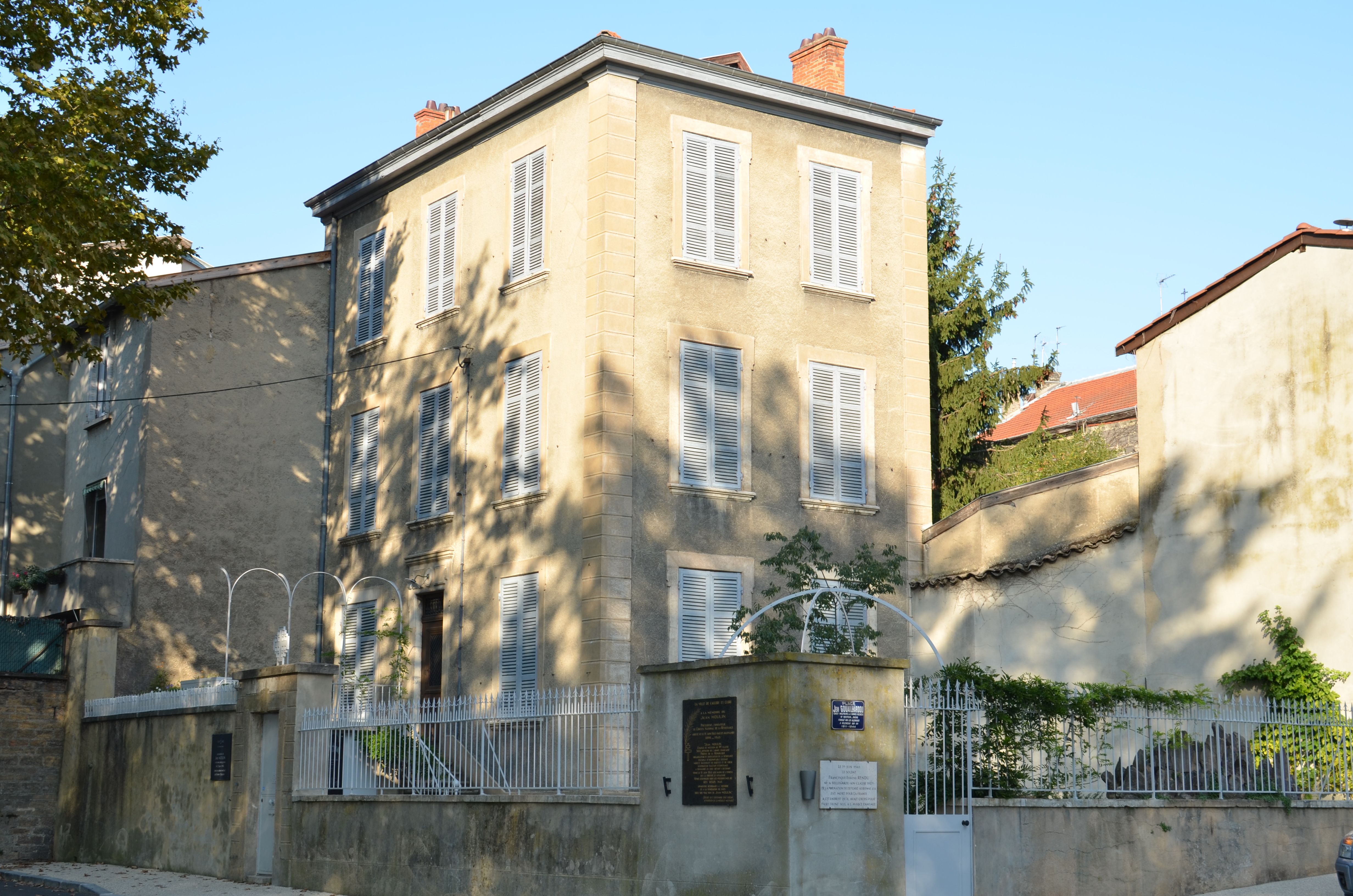
Maison du docteur Dugoujon à Caluire-et-Cuire.

L'arrestation de Jean Moulin fait toujours l'objet de nombreuses interrogations. À l'issue d'investigations et de manipulations menées par différents services allemands, elle intervient dans le contexte des fortes tensions entre composantes de la Résistance et dans celui de communications entre les services de renseignements de l'administration de Vichy, de la Résistance, de l'Allemagne, de l'OSS américain et du Bureau central de renseignements et d'action (BCRA) gaulliste.
Cette opération a lieu le 21 juin 1943, à Caluire-et-Cuire, dans la maison du docteur Dugoujon (en fait, louée par le docteur Dugoujon) où doit se tenir une réunion avec sept dirigeants de la Résistance : André Lassagne, le colonel Albert Lacaze et le lieutenant-colonel Émile Schwarzfeld, Bruno Larat, Claude Bouchinet-Serreulles, Raymond Aubrac et Henri Aubry, réunion décidée par Jean Moulin, afin de désigner le successeur, par intérim, du général Delestraint à la tête de l'Armée secrète, en attendant une nomination par le général de Gaulle.

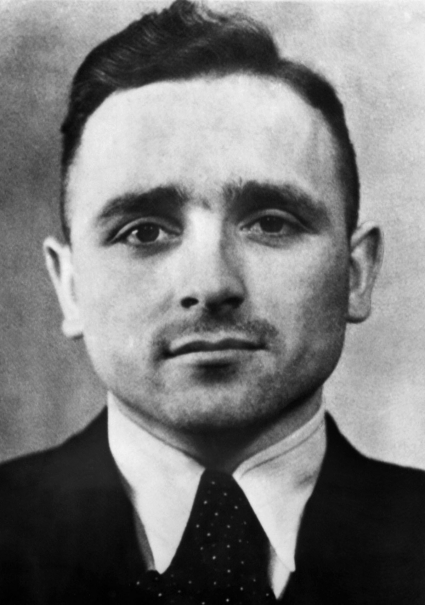
Klaus Barbie.

Bouchinet-Serreulles est absent au rendez-vous fixé sur le trajet. La venue de René Hardy à la réunion, alors qu'il n'y est pas convoqué, a amené nombre de résistants à suspecter ce dernier d'avoir, par sa présence, indiqué à Klaus Barbie le lieu précis de cette réunion secrète. René Hardy, arrêté, puis relâché par la Gestapo quelques jours auparavant, est d'ailleurs le seul à s'évader lors de cette arrestation, n'étant pas menotté mais ayant eu juste les poignets entravés par de simples cabriolets. René Hardy est accusé, après guerre, d'avoir dénoncé Jean Moulin aux Allemands et comparaît dans deux procès, en 1947 puis en 1950. Ce fait est confirmé par Pierre Péan dans son livre La Diabolique de Caluire. À noter que le rôle trouble et pourtant décisif du redoutable collaborateur français Bobby  a toujours été occulté.
Jean Moulin est interné, avec les autres dirigeants de la Résistance, à la prison Montluc, à Lyon. Après avoir été identifié, il est quotidiennement conduit au siège de la Gestapo, alors établi dans les locaux de l'École du service de santé militaire, avenue Berthelot, afin d'être interrogé et torturé par le chef de la Gestapo de Lyon, Klaus Barbie. Refusant de reconnaître les tortures malgré les preuves, Barbie affirmera que Moulin a fait plusieurs tentatives de suicide, tentatives crédibles vu celle de 1940,. Jean Moulin est ensuite transféré à la Gestapo de Paris, avenue Foch, puis dans la villa du chef de la Gestapo, Karl Bömelburg, à Neuilly-sur-Seine.

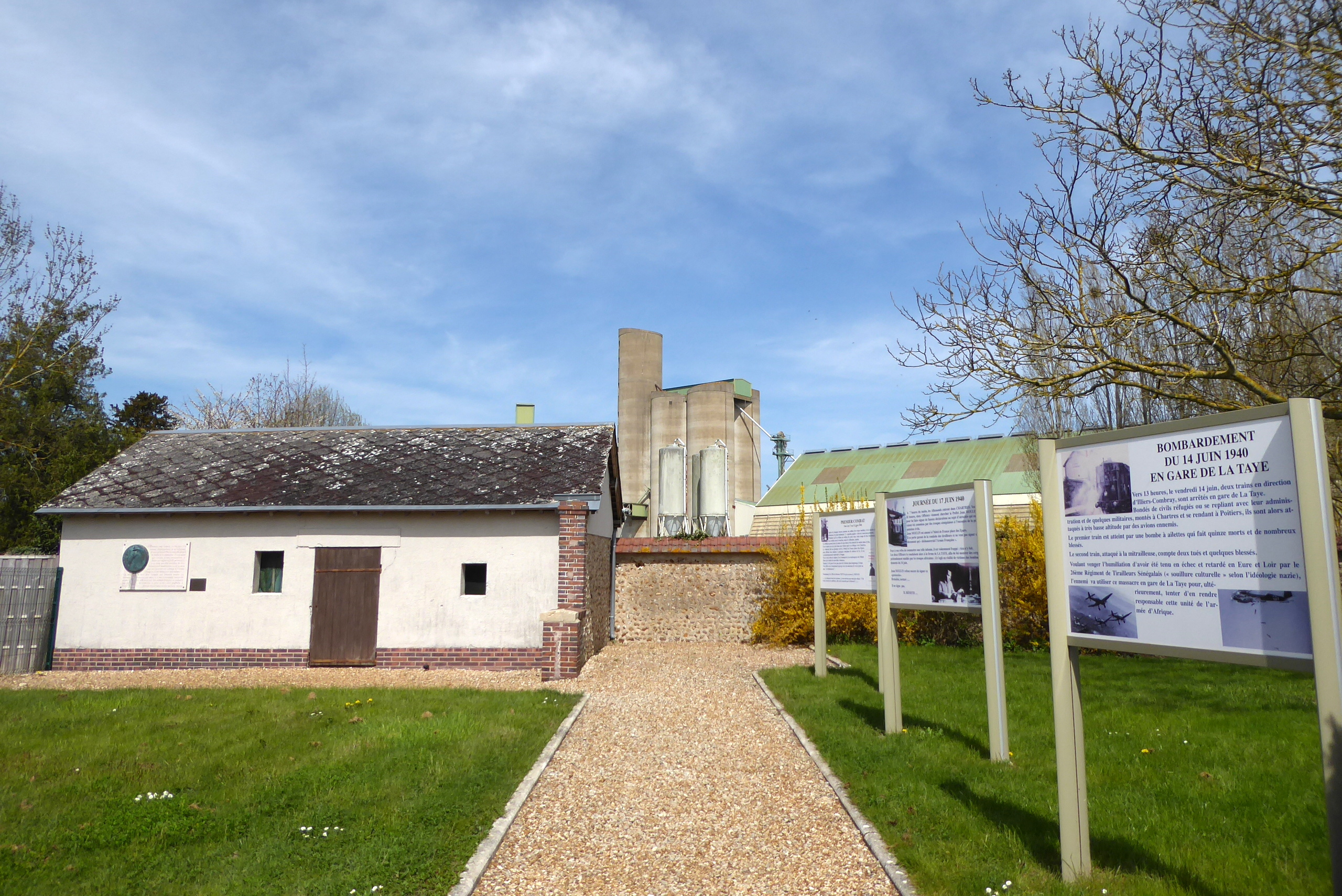
Cabanon où Jean Moulin fut torturé à La Taye, Saint-Georges-sur-Eure.

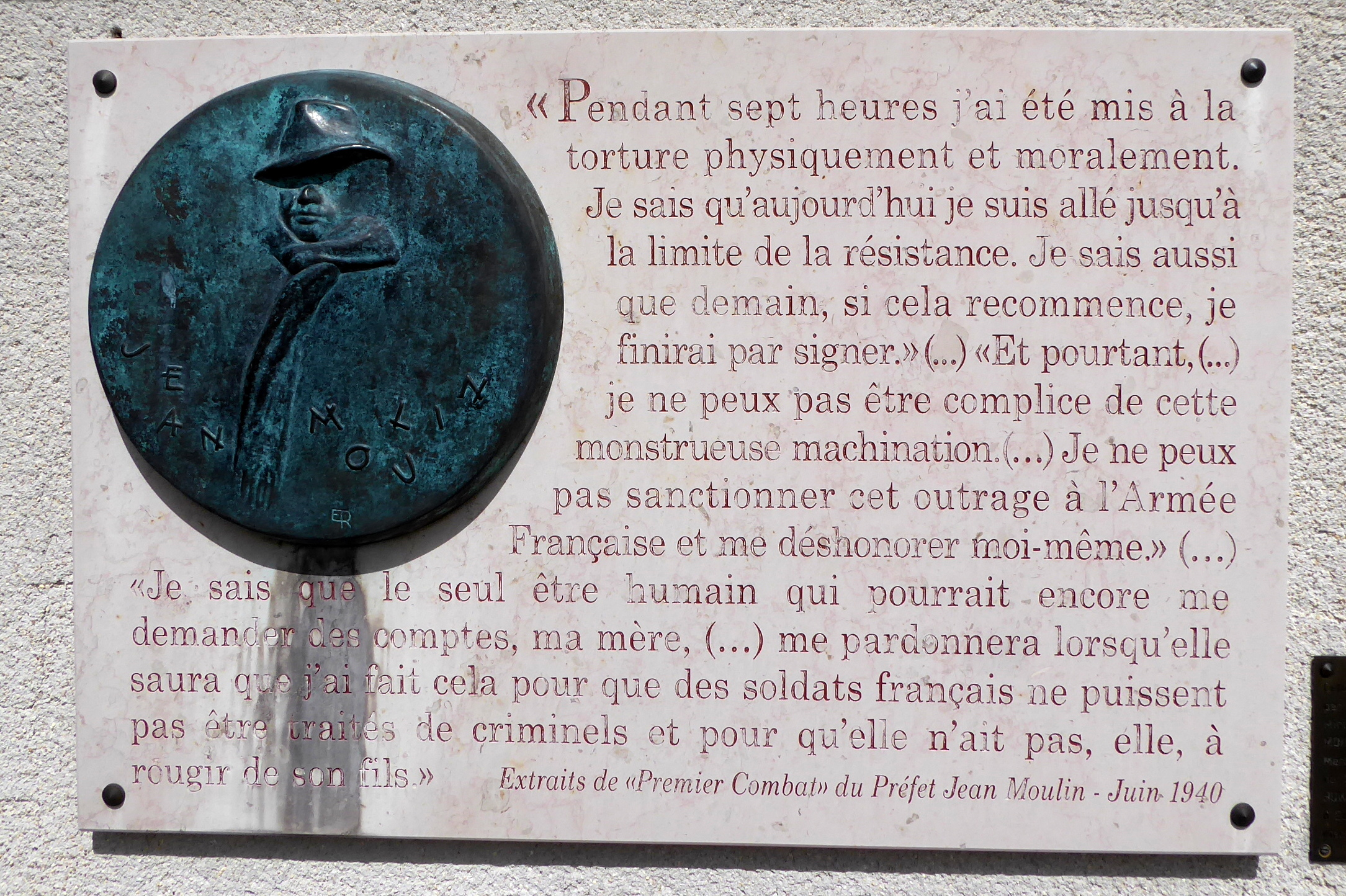
Plaque apposée sur le cabanon de La Taye où Jean Moulin a été torturé, commune de Saint-Georges-sur-Eure.

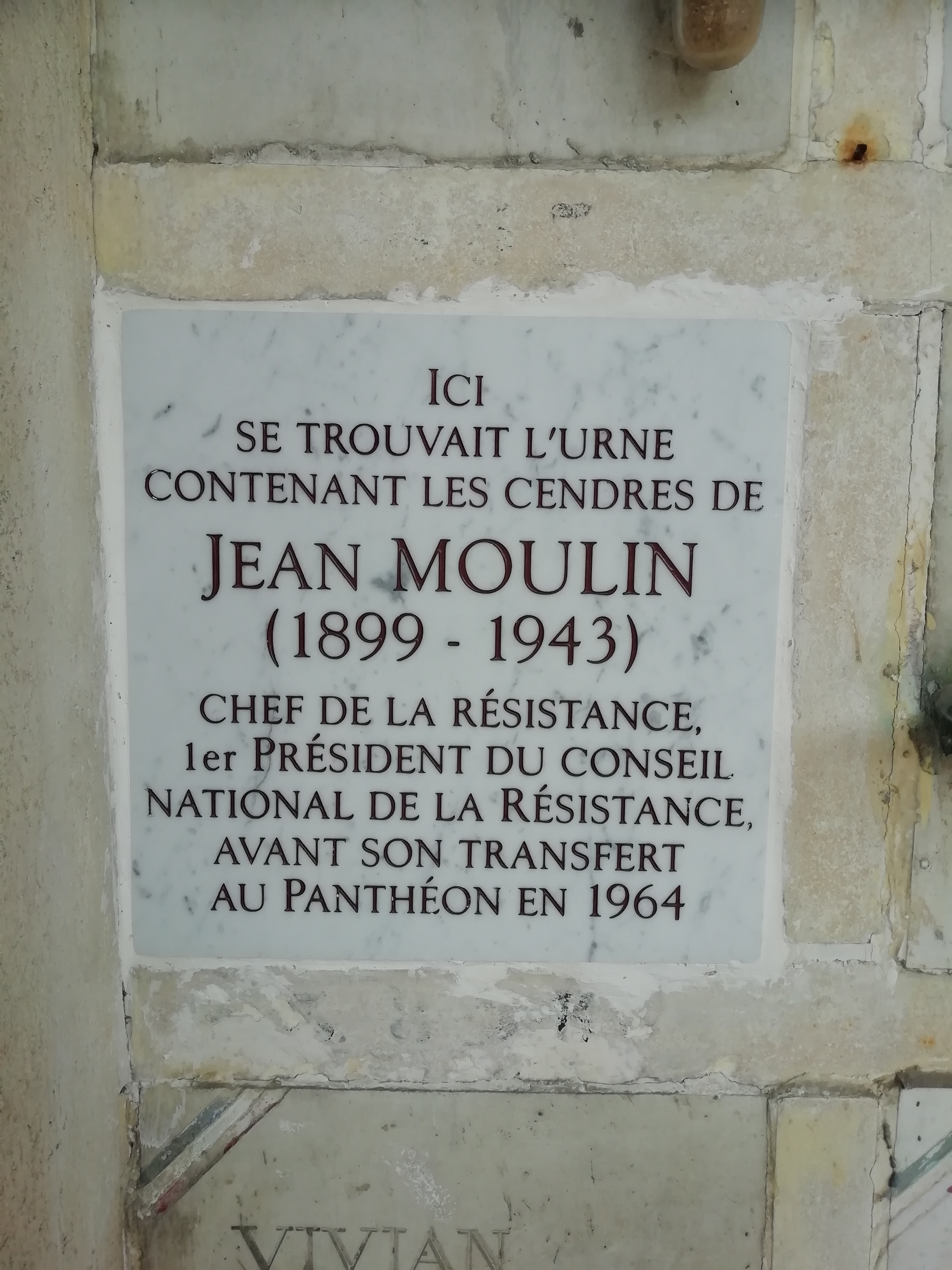
Ancienne case funéraire de Jean Moulin au columbarium du Père-Lachaise (division 87).

### Mort
Officiellement, Jean Moulin meurt de ses blessures le 8 juillet 1943 en gare de Metz,, dans le train Paris-Berlin mais l'acte de décès allemand, daté du 8 juillet 1943 et indiquant Metz comme lieu de décès, est rédigé six mois plus tard, le 3 février 1944. Quant au certificat de décès, il est rédigé le 25 juillet 1943, ce qui laisse planer un doute sur les circonstances de sa mort. Le 9 juillet 1943, le corps d'« un ressortissant français décédé en territoire allemand » — présumé être Jean Moulin — est rapatrié à Paris, gare de l'Est et aussitôt incinéré. L'urne contenant ses cendres est ensuite déposée au cimetière du Père-Lachaise, case 10137, avec pour seule mention « Inconnu incinéré, 09-07-43 ». En 1945, sa famille fait déplacer cette urne dans le carré de la Résistance du cimetière. L'urne est finalement transférée au Panthéon, en 1964.
En mai 2025, l'université américaine de Stanford dévoile des enregistrements audio d'un entretien réalisé en août 1979 en Bolivie entre le journaliste allemand Gerd Heidemann et Klaus Barbie, d'une durée de quatorze heures. Ce dernier y donne la version falsifiée d'un suicide de Jean Moulin en 1943 dans la cave de la prison Montluc, alors que ses pieds n'étaient pas entravés, en prenant de l'élan et en précipitant sa tête contre le mur, ce qui lui aurait ouvert le crâne. Il serait mort pendant son transport vers Francfort. Barbie se défend : « Il ne fait aucun sens de dire que c'est moi qui l'ai mis dans cet état. Je ne l'ai pas torturé. Il n'a pas été torturé. Au contraire, j'ai longuement conversé avec lui. Nous avons parlé de politique et d'autres choses ». Il souligne le mutisme de Moulin sur ses activités de résistant : « Il n'a pas parlé. Pas un mot. C'est pour ça que je le respecte ». Ces affirmations sont balayées par les historiens et les témoins de l'époque, qui rappellent que Jean Moulin a bel et bien subi de la torture ce qui le laisse dans un état comateux et que Barbie était connu pour sa violence et son sadisme à l'égard des gens qu'il arrêtait. Selon Olivier Wieviorka, « Klaus Barbie essaye juste d’adopter le profil d’un être chevaleresque pour faire oublier le ratage Jean Moulin ». Karl Bömelburg, chef de la Gestapo en France, se désole « de ne pas pouvoir exploiter Moulin » en raison de son état agonisant.

## Postérité
Le 19 décembre 1964, les cendres présumées de Jean Moulin ont été transférées au Panthéon, lors de la célébration du vingtième anniversaire de la Libération, sous la présidence du général de Gaulle. En réalité, son corps n'a jamais été identifié avec certitude.

### Le discours d'André Malraux

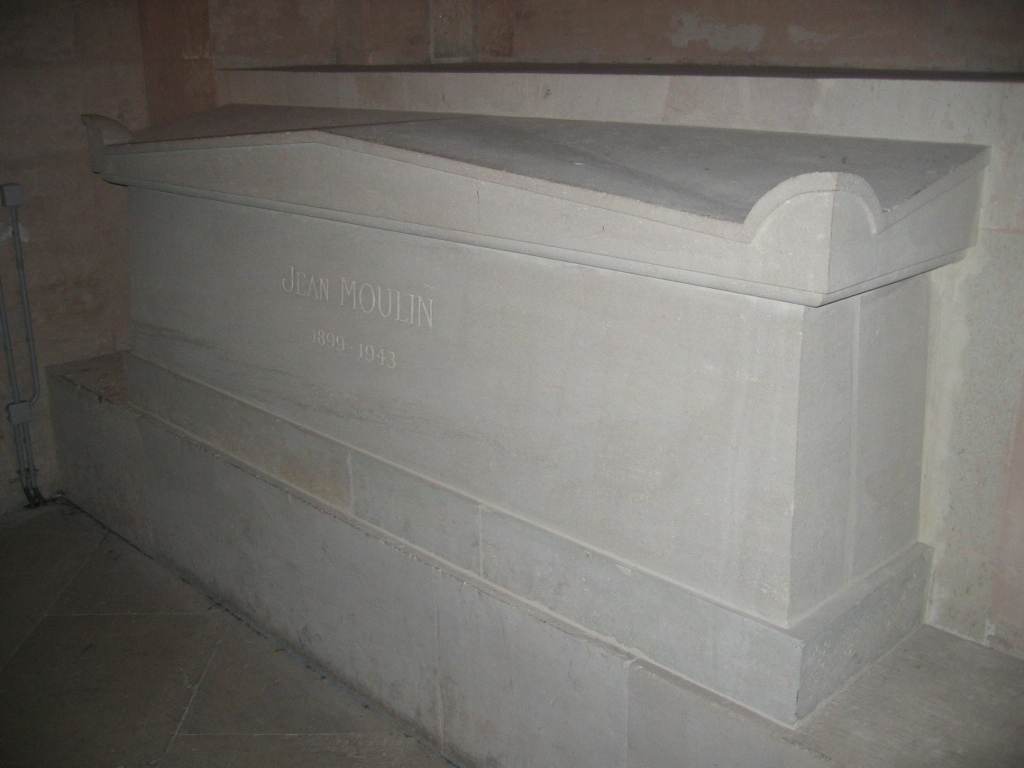
Tombeau au Panthéon de Paris contenant les cendres présumées de Jean Moulin.

Le 19 décembre 1964, un discours solennel est prononcé lors de la grande cérémonie officielle où André Malraux, ministre des Affaires culturelles, fait entrer Jean Moulin au « Panthéon des Grands Hommes » de la République française. Il fait de lui à cette occasion « le symbole » de l'héroïsme français, de toute la Résistance à lui seul en l'associant à tous les résistants français, héros de l'ombre, connus et inconnus, qui ont permis de libérer la France au prix de leur souffrance, de leur vie et de leur idéologie de liberté. Ce discours composé et prononcé par André Malraux est souvent considéré comme un des plus grands discours de la République française.
« Comme Leclerc entra aux Invalides, avec son cortège d'exaltation dans le soleil d'Afrique, entre ici, Jean Moulin, avec ton terrible cortège. Avec ceux qui sont morts dans les caves sans avoir parlé, comme toi et même, ce qui est peut-être plus atroce, en ayant parlé ; avec tous les rayés et tous les tondus des camps de concentration, avec le dernier corps trébuchant des affreuses files de Nuit et brouillard, enfin tombé sous les crosses ; avec les huit mille Françaises qui ne sont pas revenues des bagnes, avec la dernière femme morte à Ravensbrück pour avoir donné asile à l'un des nôtres. Entre, avec le peuple né de l'ombre et disparu avec elle, nos frères dans l'ordre de la nuit, etc. »
« C'est la marche funèbre des cendres que voici. À côté de celles de Carnot avec les soldats de l'an II, de celles de Victor Hugo avec les Misérables, de celles de Jaurès veillées par la Justice, qu'elles reposent avec leur long cortège d'ombres défigurées. Aujourd'hui, jeunesse, puisses-tu penser à cet homme comme tu aurais approché tes mains de sa pauvre face informe du dernier jour, de ses lèvres qui n'avaient pas parlé ; ce jour-là, elle était le visage de la France, etc. »
Ce discours célèbre est suivi du Chant des partisans interprété par une grande chorale devant le Panthéon.
Il est prononcé dans des conditions rendant difficile la prise de son (le vent soufflait fort) et est notamment retransmis en direct dans de nombreux lycées. Des enregistrements ont été réalisés, on peut notamment l'écouter à audiovidéothèque du centre Georges-Pompidou ainsi que sur le site de l'institut national de l'audiovisuel (INA). Le texte intégral est par ailleurs disponible sur le site officiel d'André Malraux.
Le manuscrit original de ce discours est conservé et présenté au public au musée de l'ordre de la Libération situé dans l'hôtel des Invalides à Paris aux côtés de la tenue de préfet de Jean Moulin, de son chapeau, sa gabardine et son écharpe.

### L'hommage de Charles de Gaulle
Dans une note datée du 1er juin 1946, le général de Gaulle rend hommage à la conduite héroïque de Jean Moulin, alias "Max" :

« Max, pur et bon compagnon de ceux qui n'avaient foi qu'en la France, a su mourir héroïquement pour elle. Le rôle capital qu'il a joué dans notre combat ne sera jamais raconté par lui-même mais ce n'est pas sans émotion qu'on lira le journal que Jean Moulin écrivit à propos des évènements qui l'amenèrent, dès 1940, à dire non à l'ennemi. La force de caractère, la clairvoyance et l'énergie qu'il montra en cette occasion ne se démentirent jamais. Que son nom demeure vivant comme son œuvre demeure vivante !. »

Plus tard, dans ses Mémoires de guerre, Charles de Gaulle rend de nouveau hommage à Jean Moulin en ces termes :

« Cet homme, jeune encore, mais dont la carrière avait déjà formé l'expérience, était pétri de la même pâte que les meilleurs de mes compagnons. Rempli, jusqu'aux bords de l'âme, de la passion de la France, convaincu que le gaullisme devait être, non seulement l'instrument du combat, mais encore le moteur de toute une rénovation, pénétré du sentiment que l'État s'incorporait à la France Libre, il aspirait aux grandes entreprises. Mais aussi, plein de jugement, voyant choses et gens comme ils étaient, c'est à pas comptés qu'il marcherait sur une route minée par les pièges des adversaires et encombrée des obstacles élevés par les amis. Homme de foi et de calcul, ne doutant de rien et se défiant de tout, apôtre en même temps que ministre, Moulin devait, en dix-huit mois, accomplir une tâche capitale. La Résistance dans la Métropole, où ne se dessinait encore qu'une unité symbolique, il allait l'amener à l'unité pratique. Ensuite, trahi, fait prisonnier, affreusement torturé par un ennemi sans honneur, Jean Moulin mourrait pour la France, comme tant de bons soldats qui, sous le soleil ou dans l'ombre, sacrifièrent un long soir vide pour mieux remplir leur matin. »

### Hommages

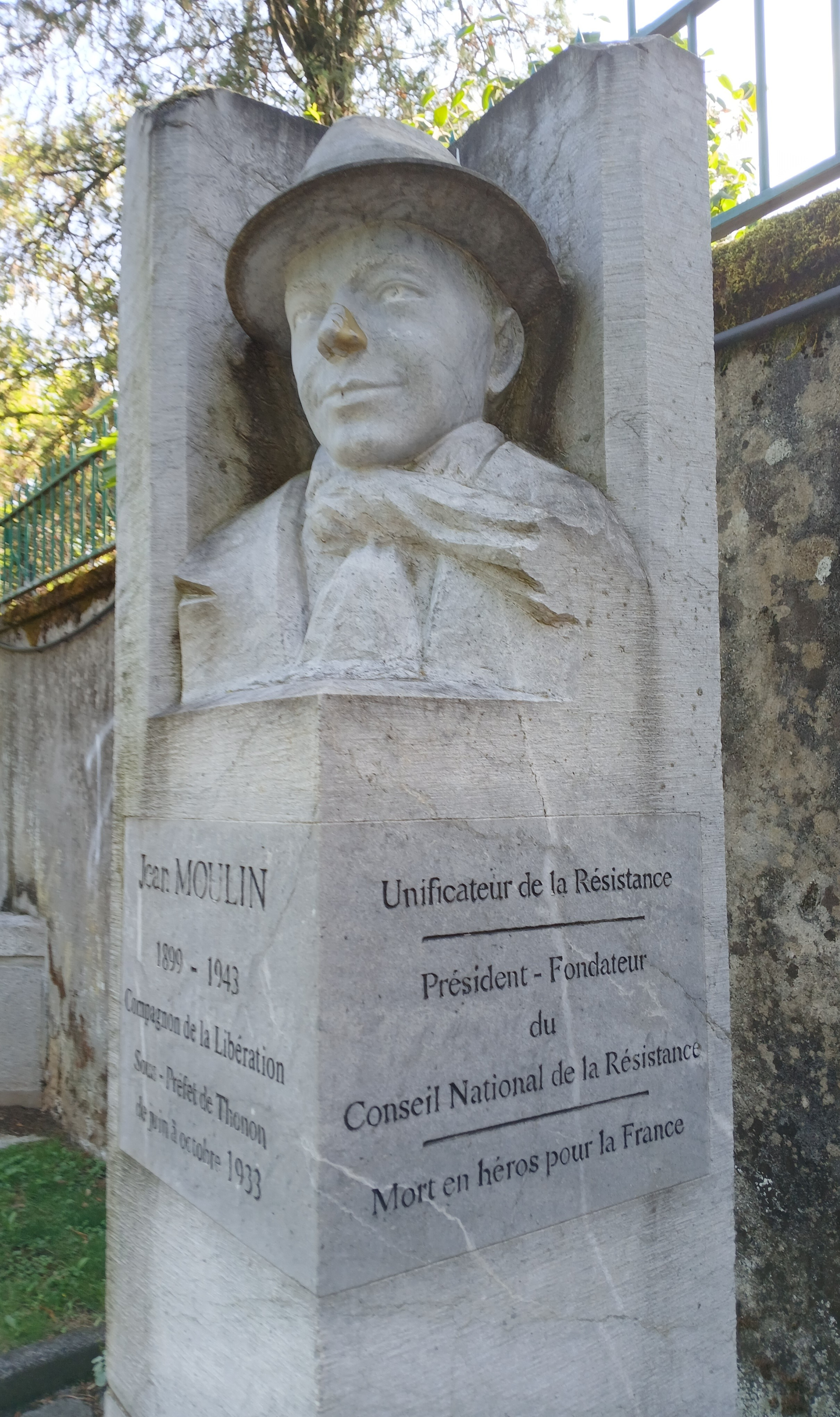
Hommage à Thonon les Bains.

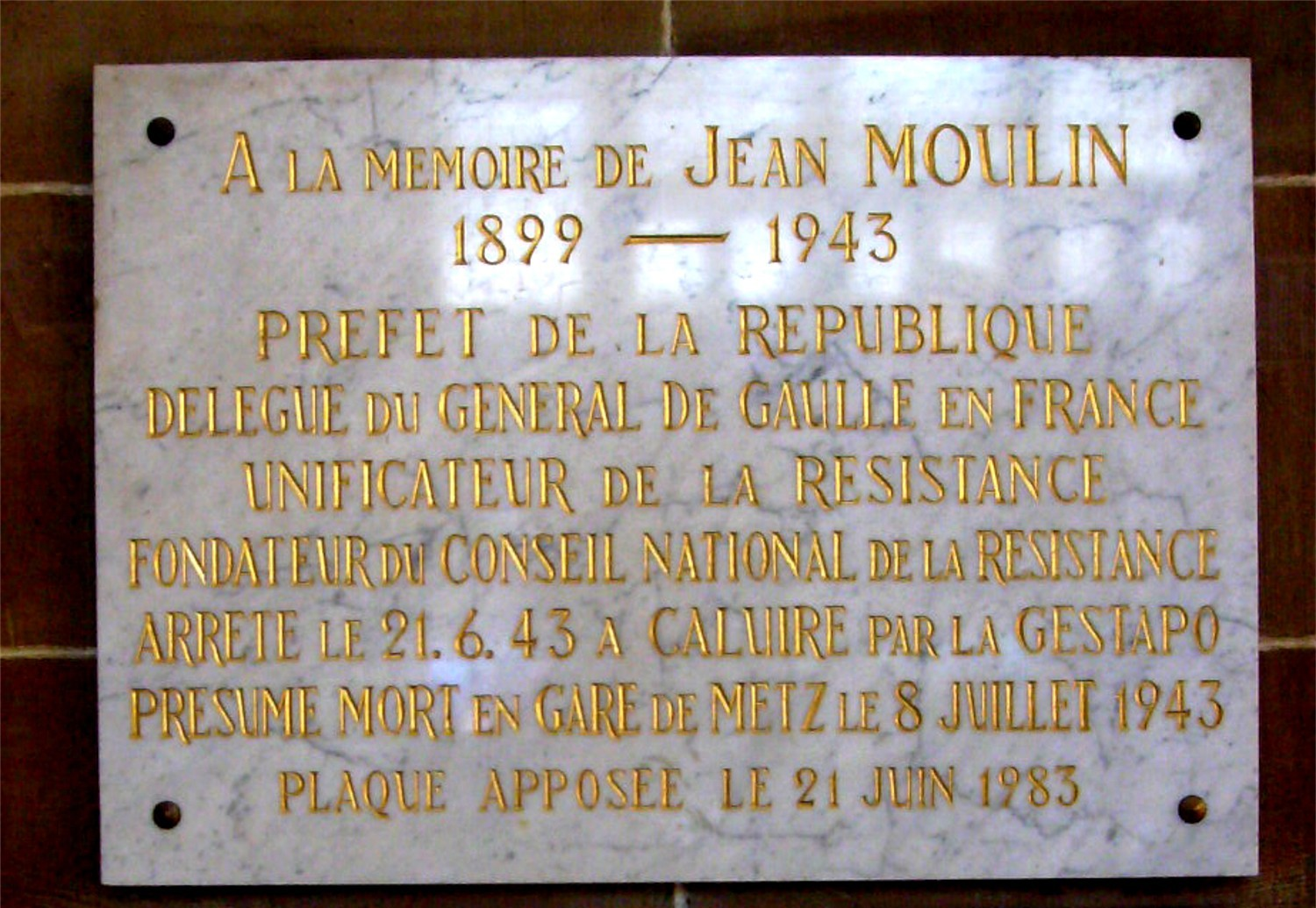
Plaque à la mémoire de Jean Moulin en gare de Metz.

Jean Moulin est le quatrième homme le plus célébré au fronton des 67 000 établissements scolaires français (recensement en 2015) : 434 écoles, collèges et lycées lui ont donné son nom, derrière Saint Joseph (880), Jules Ferry (642) et Jacques Prévert (472) mais devant Jean Jaurès (429), Jeanne d'Arc (423), Antoine de Saint-Exupéry (418), Victor Hugo (365), Louis Pasteur (361), Marie Curie (360), Pierre Curie (357), Jean de la Fontaine (335). L'université Lyon-III porte son nom. La quarante-troisième promotion de commissaires de police issue de l'École nationale supérieure de la Police, entrée en fonction en 1993, porte également son nom.
Jean Moulin est devenu le résistant le plus célèbre et le plus honoré de France. Comme l'explique son biographe Jean-Pierre Azéma, c'est le seul dont pratiquement tous les Français connaissent le nom et le visage, en particulier grâce à sa célèbre photo en noir et blanc, celle à l'écharpe et au chapeau mou. Cela au risque de faire parfois oublier d'autres grands organisateurs de l'armée souterraine et de reléguer dans l'ombre d'autres martyrs héroïques de la lutte clandestine tels que François Verdier, Pierre Brossolette, Jean Cavaillès ou Jacques Bingen. Jean Moulin est ainsi devenu le symbole et le visage même de la Résistance.
Le 29 novembre 2013, place Jean Moulin à Thonon-les-Bains les autorités civiles et militaires, départementales et régionales inaugurent un buste de Jean Moulin, sculpté par Béatrice Sassone-Bouvet.
Le 10 juillet 2014, dans le hall central de la gare de Metz (qui porte son nom), un hommage mémoriel a été rendu à cette figure de la Résistance française, sous la forme d'une œuvre monumentale du sculpteur allemand Stephan Balkenhol.
Daniel Cordier a écrit que, après l'arrestation de Jean Moulin, les membres du secrétariat de celui-ci, connaissant « la fermeté de ses principes et de sa conduite », étaient certains que, même sous les coups, leur patron ne parlerait jamais : Moulin « échangea le mutisme de son refus [de parler] contre le silence de la mort et paya l'assurance de notre liberté de la dignité de son sacrifice ».
En 2019 paraît Jean Moulin, bande dessinée historique et biographique scénarisée par Jean-Yves Le Naour et dessinée par Holgado et Marko.
En 2020, une plaque commémorative est déposée sur l'ancienne plaque funéraire du columbarium du Père-Lachaise, avec pour inscription : « Ici se trouvait l'urne contenant les cendres de Jean Moulin (1899-1943), chef de la Résistance, 1er président du conseil national de la Résistance, avant son transfert au Panthéon en 1964. ».
En 2021, lors du 78e anniversaire de sa mort, on salue à Metz, parmi d'autres qualités, son obsession de l'unité et le sens de l'intérêt général. Dans cette ville, une place porte son nom.
La promotion 2023 de l'École de l'air et de l'espace porte le nom de "promotion Jean Moulin". Le baptême de promotion, par le ministre des armées, a eu lieu aux petites écuries de Versailles, à l'occasion des 90 ans de l'armée de l'air.

### Le célèbre portrait de Jean Moulin

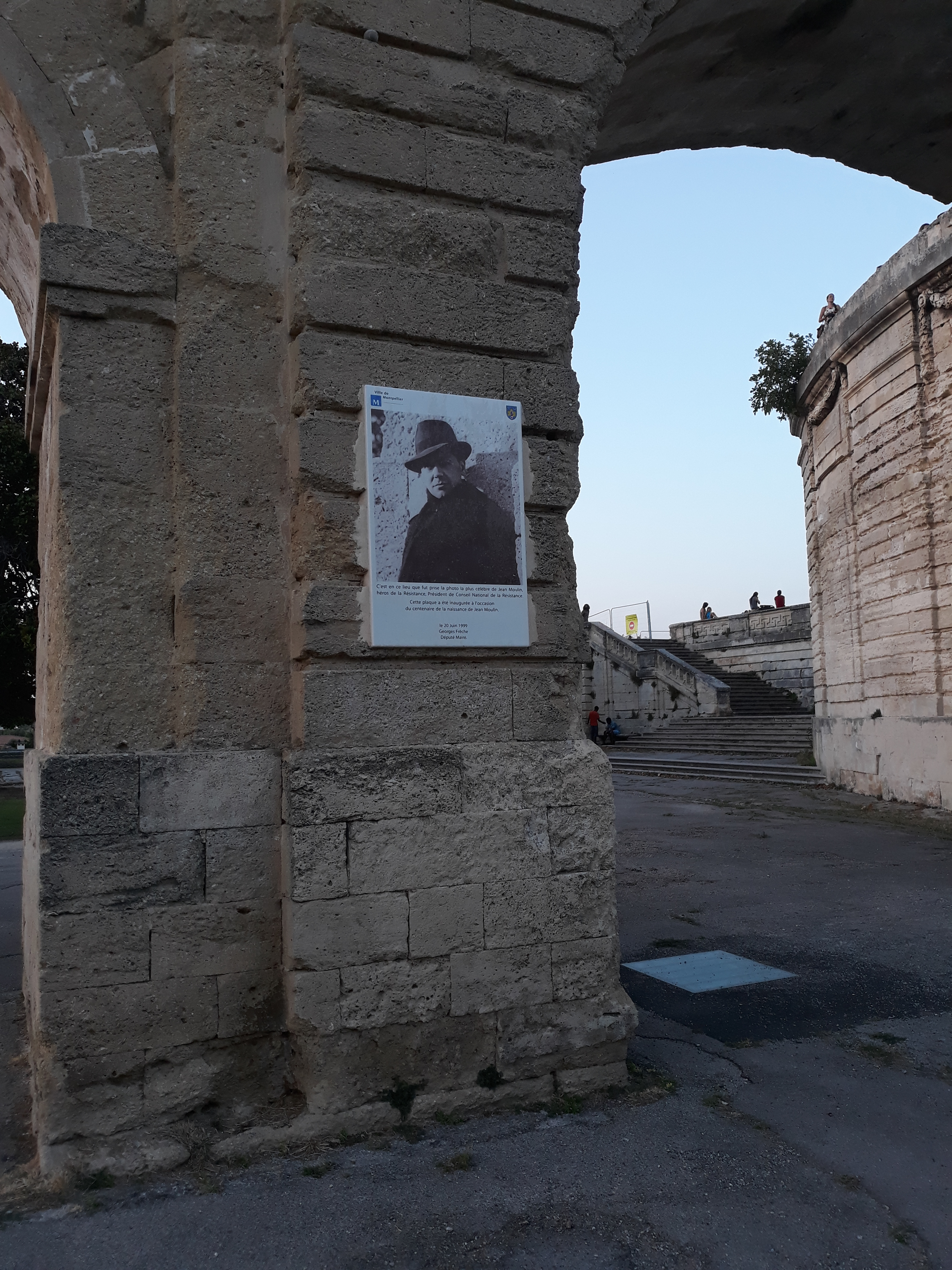
Plaque à l'aqueduc Saint-Clément de Montpellier, le lieu où fut prise la photo de Jean Moulin.

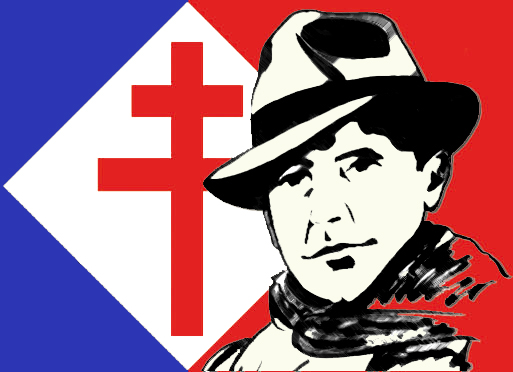
La représentation de Jean Moulin participe à la symbolique de la Résistance.

La photographie emblématique de Jean Moulin, portant un chapeau, réalisée en noir et blanc, est prise par son ami Marcel Bernard, au cours de l'hiver 1939, à Montpellier, en contrebas du château d'eau du Peyrou. Cette célèbre photographie qui a été choisie par sa sœur, Laure Moulin, pour la cérémonie de son entrée au Panthéon, est utilisée par elle, en 1969, en première de couverture de la biographie consacrée à son frère, puis par d'autres biographes et des monuments commémoratifs, contribuant à faire de lui l'archétype du résistant,.
Le photographe est un ami d'enfance et voisin, résidant au 4 de la rue d'Alsace, en face du Champ-de-Mars, à Béziers. Jean Moulin est né au no 6 de la même rue. Marcel Bernard habite au no 4 jusqu'à sa mort en 1991. Par une ironie de l'histoire, des résistants du maquis de Fontjun (venus des villages des environs, Capestang, Montady, Puisserguier, etc.) ont été fusillés par l'occupant allemand sur la place du Champ-de-Mars, le 5 juin 1944, veille du débarquement de Normandie.

## Controverses

### Caluire

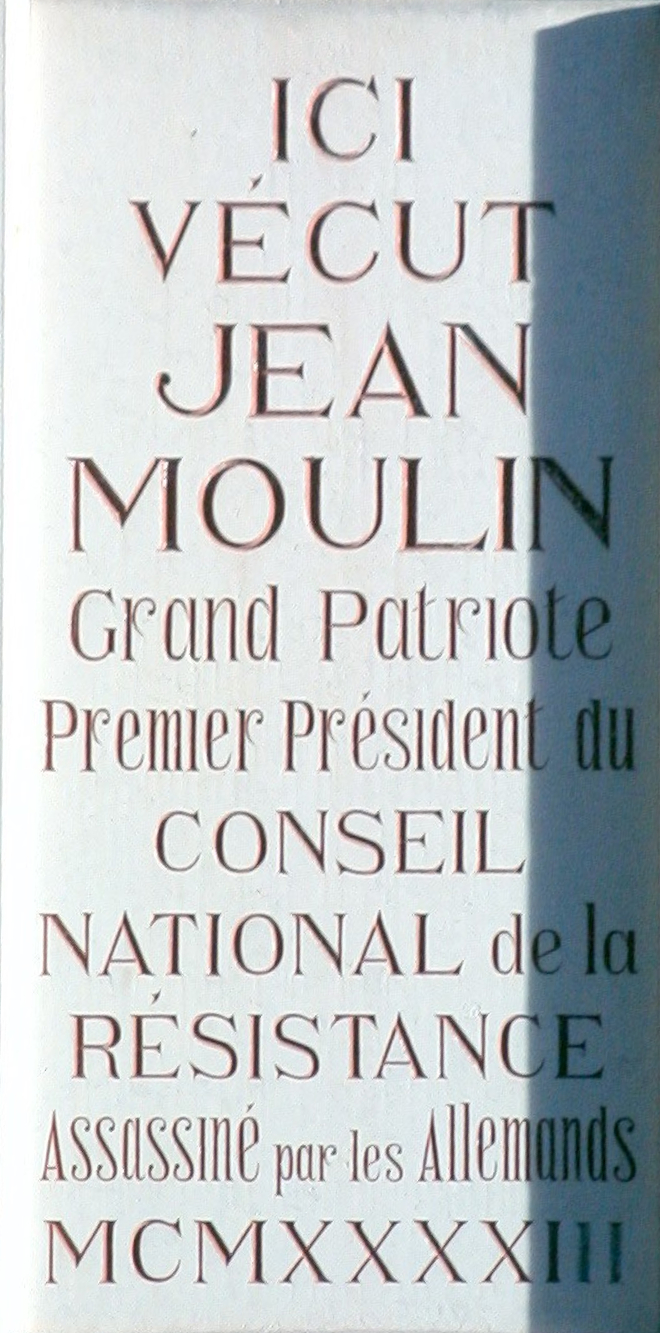
Plaque apposée sur un immeuble de la Grand rue Jean Moulin à Montpellier.

Lorsqu'il vient à la réunion de Caluire, René Hardy, qui a déjà été arrêté par la Gestapo, puis libéré, serait suivi par celle-ci. Certains estiment qu'il s'agit d'une trahison, d'autres d'une imprudence fatale. Certains résistants tentent plus tard d'assassiner Hardy. Ayant rejoint d'autres secteurs de la Résistance, il passe deux fois en jugement après la Libération à cause de cette suspicion qui pèse sur lui. Il est acquitté une première fois en 1947, au bénéfice du doute mais au lendemain même de son jugement, la découverte d'une pièce infirmant ses déclarations le fait à nouveau incarcérer. Il est jugé en 1950 par un tribunal militaire qui l'acquitte au bénéfice de la « minorité de faveur », 4 jurés l'ayant déclaré coupable et 3 innocent,.
Henri Frenay, lui, a la conviction que Lydie Bastien, maîtresse de René Hardy, a joué un rôle trouble dans cette affaire. Dans le livre qu'il lui consacre, Pierre Péan émet l'hypothèse qu'elle aurait été la maîtresse de Harry Stengritt, un adjoint de Klaus Barbie.
La controverse est relancée au cours du procès de Klaus Barbie. Son avocat, Jacques Vergès, insinue que les Aubrac ont trahi Jean Moulin et fait signer à Barbie un « testament ». Quelques historiens et quelques journalistes reprennent ce testament à leur compte ou s'appuient sur des documents du KGB pour dénoncer ce qu'ils pensent être des relations entre le stalinisme et la résistance. Aujourd'hui, les thèses contestées de ces historiens ont été largement réfutées : il n'est pas fait grand crédit aux déclarations prêtées par Vergès à Barbie.
Il faut par exemple citer, dans le même registre, le livre controversé du journaliste et historien lyonnais Gérard Chauvy, paru en 1997. Malgré le soutien de Stéphane Courtois, universitaire et spécialiste du communisme, lors du procès en diffamation intenté par les Aubrac, et malgré la longue hésitation d'un certain nombre d'historiens de l'Institut d'histoire du temps présent (François Bédarida, Jean-Pierre Azéma, Henry Rousso), beaucoup se sont prononcés sans ambiguïté contre Chauvy et ses méthodes, prenant parti pour les Aubrac.
Jacques Baynac soutient d'abord la thèse d'une arrestation créditée au seul engagement policier de la Gestapo, sans aucune dénonciation. En 2007, cet historien publie des archives allemandes, britanniques et américaines, jusque-là inédites, montrant que la Gestapo avait alors été informée par les services de renseignement de l'Abwehr, dépendant de l'état-major militaire allemand, lesquels avaient reconstitué pendant plusieurs mois le réseau de Jean Moulin sur la base de longues opérations de surveillance. Dans cet ouvrage, l'auteur cite également des notes des services secrets britanniques du SOE à propos d'une brève arrestation de Daniel Cordier par des policiers allemands, que celui-ci n'a jamais souhaité commenter[Information douteuse].
D'autres hypothèses mettent en avant une série de double jeu de certains responsables de mouvements de résistance aux objectifs géostratégiques divergents, certains préférant des alliances avec les Américains et un leadership d'Henri Giraud plutôt que du général de Gaulle, l'arrestation de Caluire faisant suite à l'arrestation de Charles Delestraint chef de l'Armée secrète et ayant pour objet de désigner son remplaçant, ces considérations ont un poids historique que les différents travaux de spécialistes ne permettent pas jusqu'à nos jours de trancher.
Selon le journaliste Jacques Gelin, qui étudie l'affaire depuis 1987, l'hypothèse d'un complot ourdi contre Moulin serait la plus plausible ; sans dédouaner Lydie Bastien ou René Hardy, cette hypothèse impliquerait une responsabilité des arrestations de juin 1943 élargie à d'autres résistants,. Pour les spécialistes, si René Hardy est le principal suspect de l'affaire Moulin, Aubry qui a insisté pour qu'il soit présent au rendez-vous et Bénouville qui a fait de même et qui aurait été au courant de son arrestation,, ont au mieux été imprudents, faute de preuves. Selon Gelin, les exécutions de témoins capitaux dans les derniers moments de la guerre (Multon, transfuge de la Résistance ayant procédé à la première arrestation de Hardy ; Dunker, le rédacteur du rapport Flora) empêchent de trancher,.

### Agent pro-soviétique?
Henri Frenay, chef du réseau Combat, et Charles Benfredj, avocat et historien, accusent Jean Moulin d'avoir été cryptocommuniste, c'est-à-dire d'avoir secrètement favorisé les intérêts pro-soviétiques en France en détournant l'aide anglo-américaine aux mouvements de résistance ; ils évoquent ses liens avec Pierre Cot, lui-même proche du communisme et d'autres sympathisants issus de la Confédération générale du travail (CGT), du mouvement de résistance communiste Front national et du parti communiste proprement dit qui seront représentés au sein du CNR (sur les dix-neuf participants à la réunion fondatrice du CNR, deux représentent le parti communiste et le Front national et un la CGT). Henri Frenay lui reproche aussi d'avoir voulu réhabiliter les partis de la IIIe République au sein du CNR, au détriment des mouvements de résistance qui, pour certains, se voulaient seuls légitimes à diriger la France à la Libération.
S'inspirant des accusations de Frenay, Thierry Wolton révèle en 1993 les liens entre Jean Moulin et Henri Robinson (arrêté par la police secrète allemande à Paris le 21 décembre 1942), chef clandestin (rézidiente) d'un des principaux réseaux de renseignement de l'Armée rouge en Europe, notamment au travers du communiste Maurice Panier. L'accusation de Wolton est réfutée par Pierre Vidal-Naquet.
Pour répondre aux diverses critiques entourant Jean Moulin et démentir notamment les accusations de cryptocommunisme, son ancien secrétaire Daniel Cordier a entrepris à la fin des années 1970 une biographie en six volumes. Refusant l'emploi des souvenirs personnels et des témoignages oraux facilement imprécis ou déformés par le temps, Daniel Cordier s'est appuyé sur les archives de Jean Moulin en sa possession, sur une patiente étude critique des documents écrits et sur un effort de rétablissement de la stricte chronologie des faits. Publiée entre 1989 (Jean Moulin – L'inconnu du Panthéon, t. 1, J.Cl. Lattès) et 1999 (Jean Moulin – La République des catacombes, Gallimard), la somme de Daniel Cordier et son apport à l'histoire de la Résistance intérieure française, dont il ne cherche pas à gommer les aspérités et les difficultés, ont été discutés, notamment par Charles Benfredj, historiographe d'Henri Frenay.
La mise au point de Daniel Cordier est complétée par un observateur privilégié : Jacques Baumel, membre de Combat et secrétaire général des MUR. Il confirme n'avoir « jamais constaté chez Moulin la moindre tendance à privilégier la Résistance communiste ». Bien au contraire, Jean Moulin refusait régulièrement de verser des fonds aux Francs-tireurs et partisans (FTP), et il s'opposait à leur « stratégie d'insurrection prématurée ». Selon Baumel, « Moulin avait fait entrer les communistes au CNR pour qu'ils soutiennent de Gaulle contre Giraud ».

### Franc-maçon?
La journaliste Ghislaine Ottenheimer affirme que Jean Moulin aurait été franc-maçon mais aucun historien n'a pu le confirmer. Les ouvrages d'historiens comme André Combes confirment que son père, Antoine-Émile Moulin, l'était mais le dictionnaire de référence de Daniel Ligou, affirme que l'appartenance de Jean Moulin est une « légende tenace », ce dernier n'ayant jamais été reçu dans un ordre maçonnique,. Inversement, le nom de Jean Moulin figure bien dans le dictionnaire des francs-maçons français.

### Ordonnances allemandes contre les juifs
Lors d'un colloque présidé par Daniel Cordier en 1999, Yves Bernard a révélé que les Archives nationales contiennent la preuve que des listes de juifs ont été constituées en Eure-et-Loir alors que Jean Moulin était encore préfet. Cette révélation explosive étant restée peu connue, l'historien Gérard Leray a entrepris de la préciser et de la contextualiser.
Le 9 novembre 1940, le cabinet du préfet adresse au Feldkommandant Ebmeier trois listes de 120 personnes (dont huit considérées à tort comme juives), ainsi que les listes d'entreprises juives, en application des ordonnances allemandes des 27 septembre et 18 octobre 1940. L'opération a été coordonnée par le commissaire Lautier, chargé des renseignements généraux. La liste qui recense les juifs de l'arrondissement de Dreux a été signée par le sous-préfet Maurice Viollette, nommé à ce poste par Jean Moulin. Celui-ci était toujours en poste à Chartres, quelques jours après sa révocation, et en attente de son successeur. Sa signature n'apparaît pas sur la lettre d'envoi, car il s'agit d'une copie pelure mais elle a été tapée par sa secrétaire personnelle et on ne peut l'attribuer au secrétaire général de la préfecture.
Les listes sont incomplètes et fautives, mais elles serviront de base aux persécutions futures. Sur les 112 juifs recensés, 55 sont déportés et tués à Auschwitz. Gérard Leray rappelle que « les préfets étaient tenus d'obéir aux autorités d'occupation et que personne en 1940 ne se doute de l'exploitation ultérieure de ces listes à des fins génocidaires ». Il estime que Jean Moulin, préfet exemplaire et bientôt résistant, doit être néanmoins considéré comme « le responsable de la fabrication du dossier juif transmis aux Allemands ».

## Vie privée
En juin 1922, sa demande en mariage à Jeannette Auran, rencontrée en 1920, est rejetée par le père de celle-ci. Le 27 septembre 1926, il se marie avec Marguerite Cerruti mais celle-ci s'ennuie dans la sous-préfecture et quitte Jean Moulin pour aller vivre à Paris ; il demande le divorce et l'obtient le 19 juin 1928.
Jean Moulin enchaîne les amours, jusqu'à son arrestation en juin 1943. Sa liaison avec Marie-Gilberte Riedlinger (« Madame Lloyd »), à partir de 1937 et jusqu'à leur rupture en février 1943, semble avoir beaucoup compté pour lui. Il noue simultanément des relations amoureuses avec l'artiste Antoinette Sachs (de 1936 à 1943), égérie de Paul Géraldy ou encore, avec Colette Pons (Colette Jacques), en 1942, laquelle tient la galerie de peintures Romanin à Nice qui sert de couverture à Jean Moulin.
La sexualité de Jean Moulin est sujette à controverse. En 2003, le Dictionnaire des cultures gays et lesbiennes supervisé par Didier Eribon évoque « l'éventuelle homosexualité ou bisexualité d'un grand résistant, comme Jean Moulin », supposant par ailleurs les prédispositions des homosexuels de l'époque à entrer en résistance, au motif que ceux-ci auraient déjà l'expérience de la clandestinité dans leur vie privée. Dans Jean Moulin, l'ultime mystère, Pierre Péan et Laurent Ducastel consacrent un chapitre à ce sujet, « L'était-il ? », évoquant « un séducteur, goûtant des plaisirs charnels avec des filles, éventuellement avec des garçons », pour noter que « les voix officielles de la Libération s'efforceront toujours de nier la présence d'homosexuels dans la Résistance, image qui fut longtemps peu conforme à l'idée que la France avait de ses héros » ; les auteurs n'apportent néanmoins aucune conclusion à leur questionnement. A contrario, Jean-Paul Sartre observe, dans un article de 1949, les supposées prédispositions des milieux homosexuels parisiens à la collaboration,.
Les Allemands auraient fait pression sur Jean Moulin, lors de son arrestation à Chartres, le 18 juin 1940, en lui déclarant « Comme nous connaissons maintenant votre amour pour les nègres (…) nous avons pensé vous faire plaisir en vous permettant de coucher avec l'un d'eux ». Cette déclaration et cette nuitée de prison interviennent alors que les Allemands torturent Jean Moulin afin qu'il impute à des tirailleurs sénégalais des crimes que ceux-ci n'ont pas commis. L'historien Thomas Rabino, dans L'autre Jean Moulin (2013) ne recense que trois liaisons féminines au cours de sa vie, dont celle avec Marguerite Cerruti, son épouse entre 1926 et 1928.
Le musée Jean-Moulin affirme que le résistant était « un homme à femmes, séducteur avec ça - un vrai tombeur ». Le secrétaire de Jean Moulin, le résistant Daniel Cordier, interrogé sur le livre de Pierre Péan, indique ne pas avoir lu le chapitre sur la sexualité de Moulin et affirme que « c'était un homme à femmes ». Cependant, les divers travaux historiques n'ont pas permis d'identifier les dizaines de conquêtes que son entourage lui avait attribuées après-guerre et il semble qu'à partir des années 1950 certaines de ses relations sentimentales avec des hommes, comme le poète Max Jacob, aient été volontairement effacées car considérées comme peu conformes à l'image du héros.
En 2023, à l'occasion de la commémoration des 80 ans de la disparition de Jean Moulin, sa famille fait pression sur Robert Ménard et obtient l'annulation de la représentation à Béziers d'une pièce de théâtre le présentant comme homosexuel. « Ce n'est pas le sujet de la pièce, mais pourquoi devrait-on s'interdire de le présenter comme homosexuel si cette possibilité existe ? Sans verser dans le militantisme, c'est crucial pour la jeunesse de montrer que le principal héros de la résistance puisse être homosexuel », soutient le créateur de la pièce, Jean-Marie Besset.

## Décorations

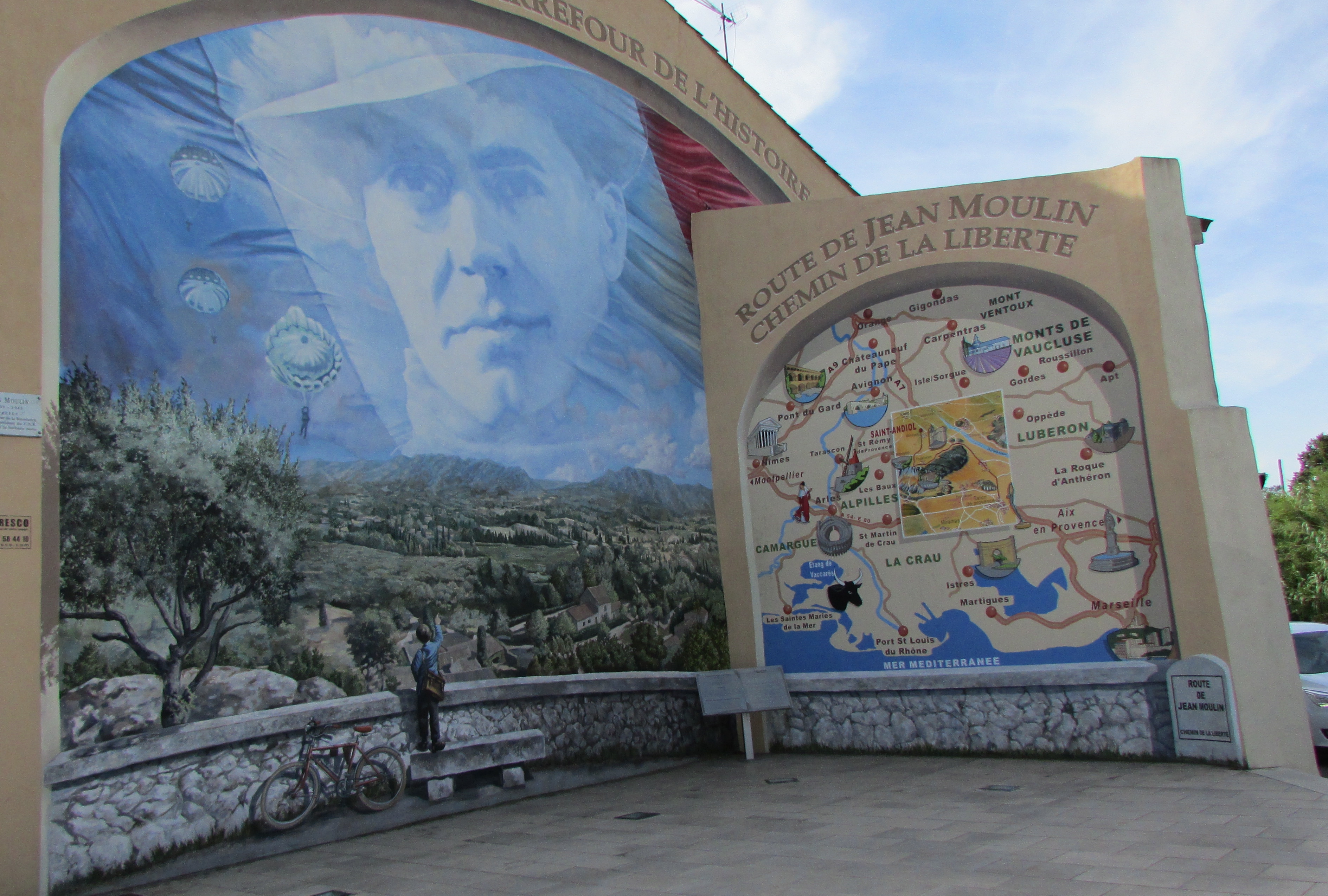
Hommage à Jean Moulin à Saint-Andiol.

| Ruban                                                                | Décoration                                                                                    |
| -------------------------------------------------------------------- | --------------------------------------------------------------------------------------------- |
| Officier de la Légion d'honneur                                      | Officier de la Légion d'honneur (décret du 1er octobre 1945) ; chevalier en 1937              |
| Compagnon de la Libération                                           | Compagnon de la Libération (décret du 17 octobre 1942, sous le pseudonyme de caporal Mercier) |
| Médaille militaire                                                   | Médaille militaire                                                                            |
|                                                                      | Croix de guerre 1939-1945 avec palme (décret du 1er octobre 1945)                             |
| Chevalier du Mérite Agricole                                         | Chevalier du Mérite agricole (1929)                                                           |
| Médaille Interalliée 1914-1918                                       | Médaille interalliée 1914-1918, dite « Médaille de la Victoire »                              |
| Médaille commémorative de la guerre 1914-1918                        | Médaille commémorative de la guerre 1914-1918                                                 |
| Médaille commémorative des Services Volontaires dans la France Libre | Médaille commémorative des services volontaires dans la France libre (médaille FFL)           |
| Médaille commémorative de la guerre 1939-1945                        | Médaille commémorative de la guerre 1939-1945 avec barrettes « France » et « Libération »     |
| médaille d’or l’Éducation physique                                   | Médaille d’or de l'Éducation physique                                                         |
| Médaille d'argent de l'Assistance publique                           | Médaille d'argent de l'Assistance publique                                                    |
| Médaille d'argent des Assurances sociales                            | Médaille d'argent des Assurances sociales                                                     |
| Médaille d'argent de la Prévoyance sociale                           | Médaille d'argent de la Prévoyance sociale                                                    |
| Chevalier de la Couronne d'Italie                                    | Chevalier de la Couronne d'Italie (Italie, 1926)                                              |
| Ordre de la Couronne yougoslave                                      | Ordre de la Couronne yougoslave (en) (royaume de Yougoslavie)                                 |
| Ordre du Jade Brilliant                                              | Ordre du Jade brillant (Chine, 1938)                                                          |

## Ouvrage
- Premier combat, journal posthume de Jean Moulin, préface du général de Gaulle, publié aux éditions de Minuit en 1947. Ce journal, récit des événements qui se sont déroulés à Chartres du 14 juin au mois de novembre 1940, a été écrit par Jean Moulin à Saint-Andiol après sa révocation par le gouvernement de Vichy le 2 novembre 1940. Il y relate notamment l’épisode tragique des 17-18 juin, lorsqu'il refuse, sous les coups, de signer un document accusant à tort les tirailleurs sénégalais de massacres sur les populations civiles et tente de se suicider pour défendre leur honneur[124] :

« Pendant sept heures j'ai été mis à la torture physiquement et mentalement. Je sais qu'aujourd'hui je suis allé jusqu'à la limite de la résistance. Je sais aussi que demain, si cela recommence, je finirai par signer. (…)
Et pourtant, (…) je ne peux pas être complice de cette monstrueuse machination(…). Je ne peux pas sanctionner cet outrage à l'Armée Française et me déshonorer moi-même(…).
Je sais que le seul être humain qui pourrait encore me demander des comptes, ma mère, (…) me pardonnera lorsqu'elle saura que j'ai fait cela pour que des soldats français ne puissent pas être traités de criminels et pour qu'elle n'ait pas, elle, à rougir de son fils. »

## Filmographie

### Cinéma
- 1997 : Lucie Aubrac, de Claude Berri, avec Patrice Chéreau[N 4].

### Télévision
- 1977 : dans le cadre des Dossiers de l'écran, avec Serge Vincent[N 4].
- 2002 : Jean Moulin, d’Yves Boisset, avec Charles Berling[N 4].
- 2003 : Jean Moulin, une affaire française, de Pierre Aknine, avec Francis Huster[N 4].
- 2007 : La Résistance, de Félix Olivier, avec Scali Delpeyrat[N 4].
- 2013 : Alias Caracalla, au cœur de la résistance, d'Alain Tasma, avec Éric Caravaca[N 4].
- 2014 : Dassault, l'homme au pardessus, d’Olivier Guignard, avec Frédéric Andrau[N 4].
- 2020 : De Gaulle, l'éclat et le secret, de François Velle, avec Cyril Gourbet.

## Musées consacrés à Jean Moulin
- Paris :
  - Musée du Général Leclerc de Hauteclocque et de la Libération de Paris - musée Jean-Moulin,
  - Musée de l'ordre de la Libération ;
- Bordeaux : Centre national Jean-Moulin, musée et centre de documentation de la Seconde Guerre mondiale[125].
- Lyon : Centre d'histoire de la résistance et de la déportation – cellule de Jean Moulin dans la prison Montluc[126].
- Saint-Andiol : musée Jean-Moulin[127],[128].

## Expositions

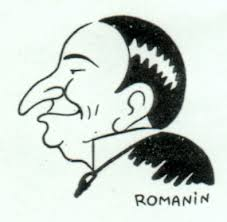
Georges Mandel caricaturé par Romanin.

Pour le 70e anniversaire de la disparition de Jean Moulin, l'exposition « Redécouvrir Jean Moulin, collections inédites (1899-1943) » s'est tenue jusqu'au 31 août 2014 au Musée de la Libération de Paris - musée du Général Leclerc - musée Jean-Moulin. Celle-ci a présenté également des documents inédits, à la suite du legs de l'une de ses petites cousines.
À l'occasion de la commémoration du 120e anniversaire de sa naissance, une exposition a été organisée au musée des Beaux Arts de Chartres jusqu'au 25 août 2019. Elle a permis de découvrir le parcours artistique (dessins et caricatures) de Jean Moulin. Ces dessins sont signés Romanin, un pseudonyme qu'il a conservé jusqu'à son engagement dans la Résistance. Cette exposition présente des dessins patriotiques, publiés dès 1915 dans la revue La Baïonnette mais aussi des caricatures illustrant de manière humoristique l'actualité et sa vision personnelle de la société des années 1920 et 1930.
Du 12 mai au 19 mai 2019, des dessins et des objets ayant appartenu à Jean Moulin ont été exposés au 5e salon de la caricature à l'hôtel du Donjon à la Cité de Carcassonne.
Le musée des Beaux-Arts de Quimper expose en permanence des dessins, gravures et souvenirs divers relatifs au séjour de Jean Moulin en Bretagne comme sous-préfet de Châteaulin de 1930 à 1933. Ils ont été légués par Laure Moulin. D'autres éléments sont venus se rajouter dont la Piété, unique céramique réalisée par Jean Moulin et son dessin préparatoire.
Du 22 mars au 31 août 2023, le musée Fayet dépositaire d'une partie fonds d'œuvres de Jean Moulin — léguée à la ville de Béziers par sa sœur Laure Moulin — a organisé une exposition « Irrésistibles croquis - dessins choisis de Jean Moulin »  présentant au public 104 dessins du résistant.
Du 2 mai 2023 jusqu'en mars 2024, le Musée des beaux-arts de Quimper a présenté une exposition nommée « De l’ombre à la lumière » dans le cadre de la commémoration de la 80e année de la disparition de Jean Moulin. Cette exposition a mis au jour neuf plaques de cuivre gravées par Romanin (alias de Jean Moulin). En accord avec la famille Moulin et la Bibliothèque nationale de France (BNF), c'est le graveur quimpérois Yves Doaré qui a été choisi pour le tirage de ces matrices inédites. La série de gravure illustre la thématique du Fils prodigue.